# المسيحية في تونس
تُشكل المسيحية في تونس ثاني أكثر الديانات إنتشاراً بين السكان بعد الإسلام، ويصل عدد المواطنين المسيحيين إلى حوالي 35,000 نسمة، وهم من الناطقون بالعربية ويتألف المجتمع المسيحي من السكان الأصليين من العرب والأمازيغ، وأيضًا من المنحدرين من أصول أوروبيَّة. وينتشر المسيحيون التونسيون في جميع أنحاء تونس. وتؤدي الأقليّة المسيحية في تونس دوراً نشيطاً في قطاعات مختلفة تعليمية واجتماعية واقتصادية وذلك لأسباب تاريخية وثقافية.
وصلت المسيحية إلى تونس منذ العصور الأولى لانتشارها على يد مبشرين عبروا إليها من فلسطين والدول المجاورة فاعتنق العديد من السكان خاصةً من الأمازيغ الديانة المسيحية وقد بُنيت الكنائس على مساحة المنطقة، وأنتجت المنطقة العديد من الشخصيات الذين كان لهم تأثير كبير في العالم المسيحي، بما في ذلك أرنوبيوس وترتليان وقبريانوس القرطاجي وكودفولتداوس القرطاجي وفولجانس دي روسبي؛ وبدأ تنظيم كنيسة قرطاج في مُنتصف القرن الثالث الميلاديّ على يد القدِّيس قبريانوس القرطاجي، وانتشرت المسيحيَّة بين كثيرٍ من أهالي البلاد. لكن بدأ الانتشار المسيحي بالانحسار وعدد المسيحيين ينخفض مع وصول الفتوحات الإسلامية إلى تونس بقيادة عقبة بن نافع حوالي سنة 681 ميلادي. واختفت الجماعات المسيحيّة الأمازيغية التونسيَّة في القرن الخامس عشر.
أعيد إحياء المسيحية في تونس مرّة أخرى في القرن التاسع عشر مع قدوم عدد كبير من المستوطنين والمهاجرين الأوروبيين، وكانت تونس موطناً لعدد كبير من السكان من أصول فرنسيّة وإيطالية ومالطية مسيحية، ولعل أبز الشخصيات من هذه الفئة الاجتماعية جوزيف رافو وزير الخارجية لدى المملكة التونسية زمن المشير أحمد باي الأول. وقدّرت أعداد المسيحيين في تونس بحوالي 250,000 نسمة غداة الاستقلال بعد 20 مارس 1956؛ الأ أنه عقب استقلال تونس هاجرت أعداد كبيرة من مسيحيي ويهود المنطقة بسبب سياسة التأميمات التي تعرضوا لها.
تتواجد اليوم في تونس تجمعات من المسيحيين غالبيتهم من أصول أوروبيَّة حيث أن العديد منهم متعهّدون أو موظّفو شركات عالميّة، ويعود وجودهم في البلاد إبان الإستعمار ويتجمعون في العاصمة أو المدن الكبرى، أغلبية مسيحيو تونس هم من الكاثوليك، إلى جانب بعض البروتستانت، وهناك أيضًا مجموعات من المسيحيين المواطنين التونسيين اعتنقت المسيحية وهي إما عربيَّة أو أمازيغيَّة.

## تاريخ

### العصور الأولى

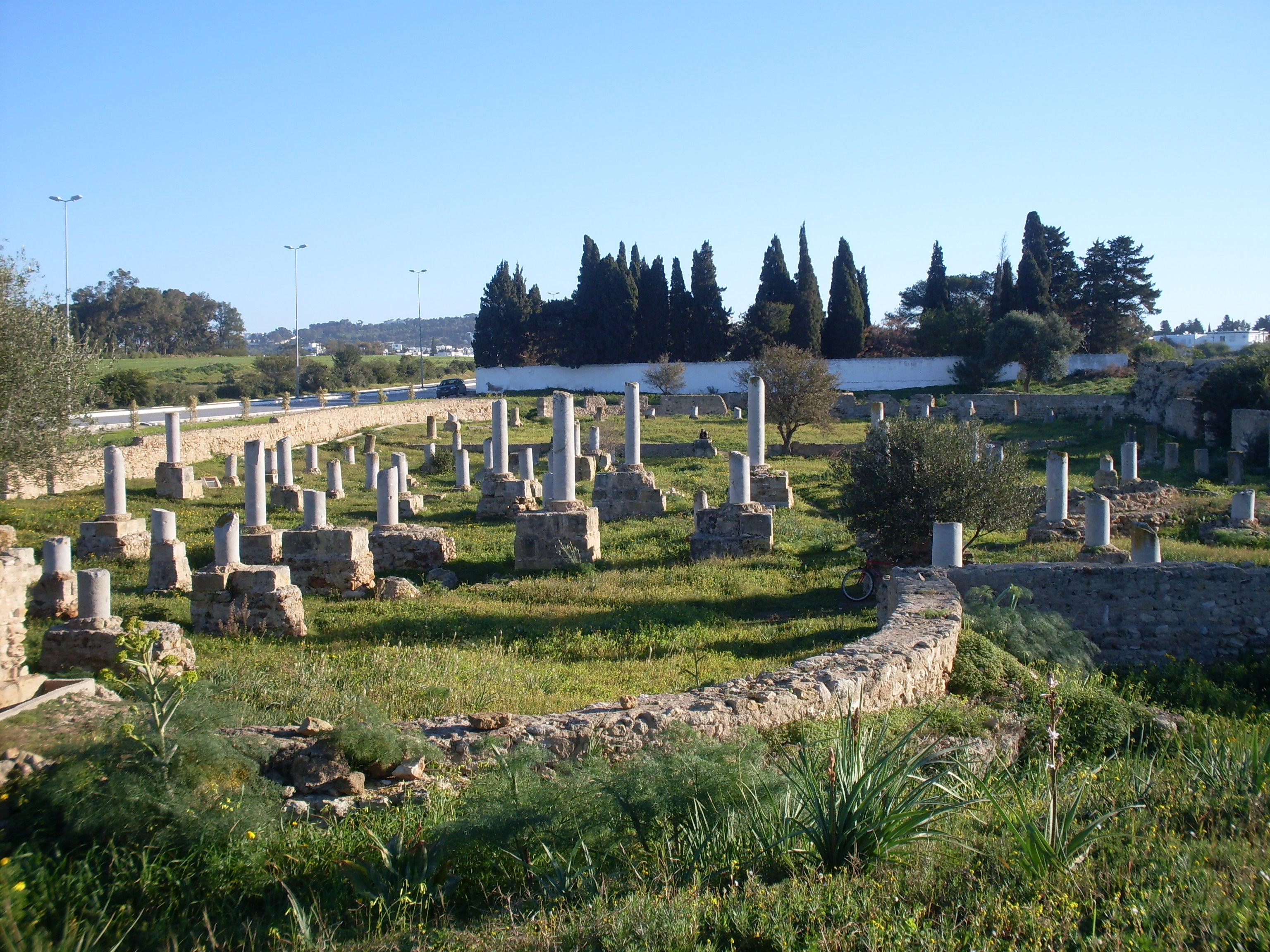
آثار كاتدرائية داموس الكريطة في مدينة قرطاج.

تُظهر واحدة من أوائل الوثائق التي تسمح لنا فهم تاريخية المسيحية في شمال أفريقيا والتي تعود إلى العام 180 ميلادي: أعمال شهداء قرطاج. وهو يسجل حضور عشرات من المسيحيين الأمازيغ في قرية من مقاطعة أفريكا أمام الوالي. أتى المبشرون بالمسيحية إلى المغرب خلال القرن الثاني، ولاقت هذه الديانة قبولا بين سكان البلدات والعبيد وبعض الفلاحين.
بدأ تنظيم الكنيسة الإفريقيَّة في مُنتصف القرن الثالث الميلاديّ على يد القدِّيس قبريانوس القرطاجي، وانتشرت المسيحيَّة بين كثيرٍ من أهالي البلاد الذين كانوا يلتمسون المبادئ التي تُحقق لهم ما يصبون إليه من سيادة العدل والإنصاف. وقد تعارضت التعاليم المسيحيَّة مع المفاهيم الرومانيَّة القائمة على تأليه الأباطرة وعبادتهم إلى جانب آلهة روما، واستشعرت الإمبراطوريَّة بالخطر لمَّا رفض النصارى الالتحاق بالجيش الروماني والمُشاركة في حُروب الدولة، فقام الإمبراطور ديكيوس وطلب في سنة 250م من جميع رعاياه أن يُعلنوا عن وطنيَّتهم بإعلانهم التمسُّك بالديانة الوطنيَّة والتنصُّل من كُل العبادات الأُخرى وخاصَّةً المسيحيَّة والمانويَّة.

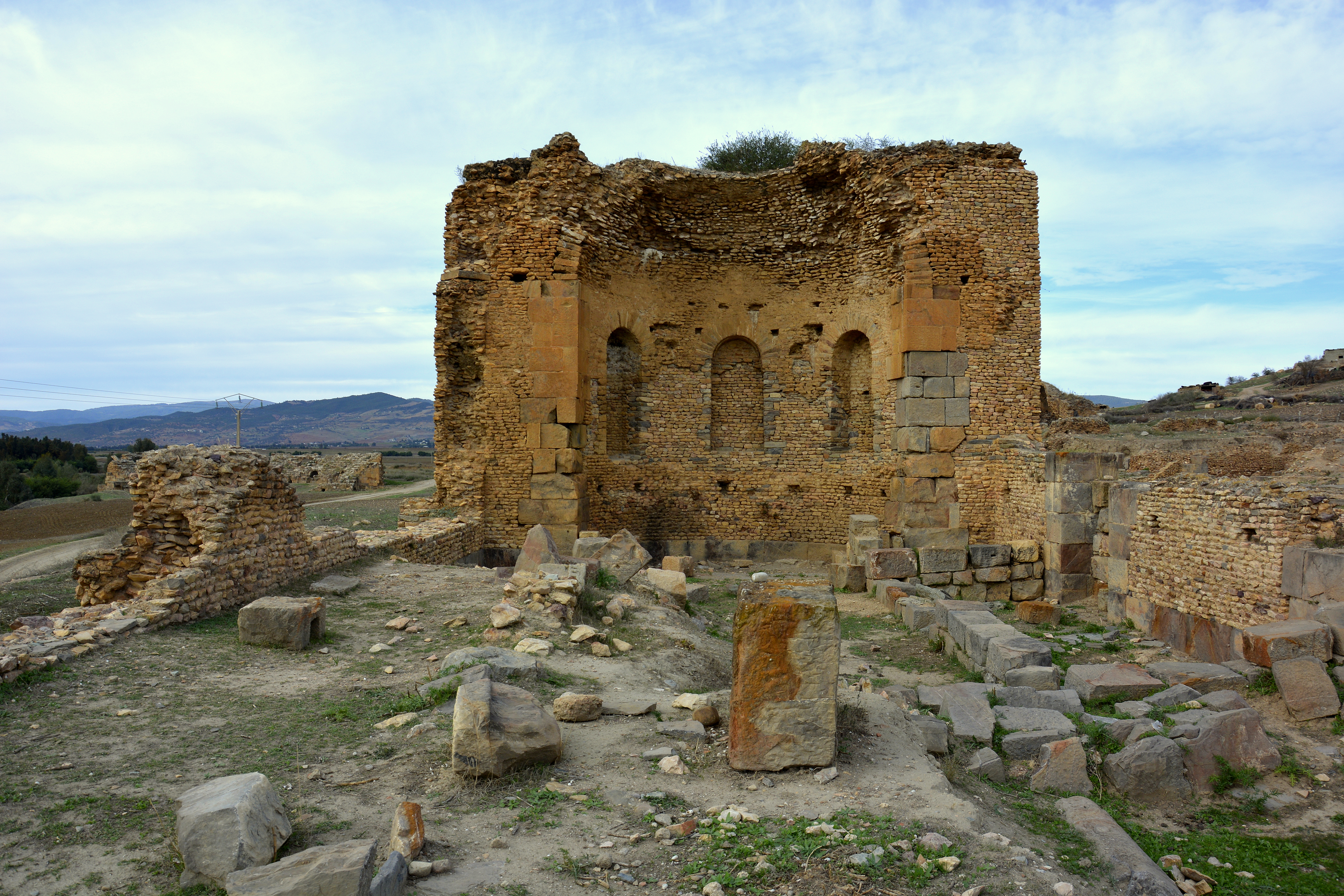
أطلال إحدى الكنائس البيزنطيَّة القديمة في تُونُس.

يرتبط التاريخ المبكر للمسيحية في تونس ارتباطَا وثيقَا بشخص ترتليان. الذي ولد من أبوين وثنيين تحول للمسيحية في قرطاج في سنة 195 ميلادي وأصبح قريبَا من النخبة المحليّة، والتي حمته من القمع من قبل السلطات المحليّة. وهو أول من كتب كتابات مسيحية باللغة اللاتينية. كان مهمًا في الدفاع عن المسيحية ومعاداة الهرطقات بحسب العقيدة المسيحيّة. ربما أكبر سبب لشهرته صياغته كلمة الثالوث وإعطاء أول شرح للعقيدة. بعد فترة ترتليان، إتخذت المسيحيّة طابعًا أفريقيا أمازيغيا في المنطقة. حاول عدد من المفكرين المسيحيين من الأمازيغ تقديم إيمانهم بشكل له المزيد من النظام والعقلانية مستخدمين صفات ثقافة عصرهم؛ نبع ذلك من إدراك أنه إن لم ترد الكنيسة البقاء كطائفة على هامش المجتمع يترتب عليها التكلم بلغة معاصريها المثقفين؛ وتكاثر مؤلفات الدفاع: هبرابوليس، أبوليناروس وميلتون وجهوا مؤلفاتهم للإمبراطور ماركوس أوريليوس، وأثيناغوراس ومليتاديس نشروا مؤلفات مشابهة حوالي العام 180؛ لقد ساهمت الشخصيات المثقفة مثل أوريجانوس، ترتليان، وقبريانوس القرطاجي في تسهيل دخول المسيحية ضمن المجتمع السائد.
في سنة 638م ظهر في إفريقية مذهبٌ جديد هو مذهب بطريرك القُسطنطينيَّة سرجيوس الأوَّل، المشهور بالمذهب المونوثيليتي أو مذهب المشيئة الواحدة الذي يقول بالطبيعة الإلهيَّة والإنسانيَّة معًا للمسيح، وقد وقف إلى جانبه هرقل رغبةً منهُ في اكتساب تأييد اليعاقبة وإنهاء الصراعات المذهبيَّة في البلاد. وعارضت الكنيسة الإفريقيَّة هذا المذهب، وانتهى الأمر بأن أعلنت أُسقفيَّة قرطاج عدم صلاحيَّة الإمبراطور لِحُكم البلاد والعباد وأنَّهُ يجب خلعه عن العرش.

### العصور الوسطى

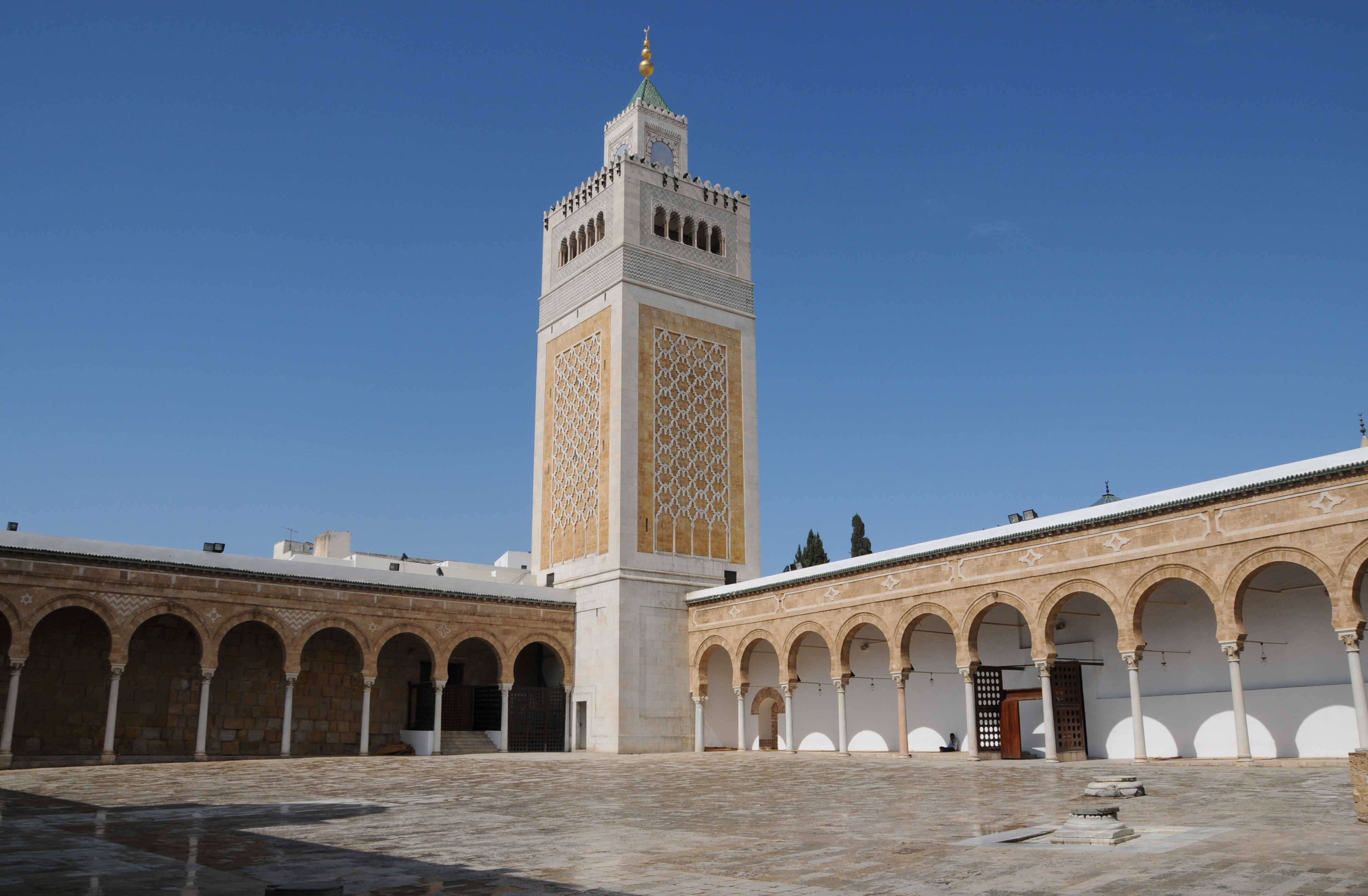
جامع الزيتونة؛ تم بناءه على كنيسة القديسة أوليفيا باليرمو.

تمكن القائد الأموي حسان بن النعمان سنة 698 من دخول مدينة قرطاج بعد حصارها حيث قام بهدم أسوارها وحرقها وتخريب مينائها واستعملت سواريها ورخامها الرفيع بعد ذلك في توسيع مدينة تونس، ولم يبق من مدينة قرطاج إلا قرية صغيرة تعرف في المصادر العربية باسم «المعلقة» أو «قرطاجنة المعلقة»، يسكنها قلة من سكانها الأصليين يلتفون حول رئيس أساقفتها حيث مات العديد وفر العديد إلى الدول الأوروبية إثر دخول العرب إليها، وكان في مدينة تونس أسقفية وفي مركز المدينة كانت توجد بازيليكا القديسة أوليفيا حيث قام حسان بن النعمان باتخاذ مسجد جوارها الذي ما لبث أن وُسّع على حسابها ليأخذ إسمها مترجماً إلى العربية «جامع الزيتونة» وذلك زمن ولاية عبيد الله بن الحبحاب، ولم تنقرض المسيحية من البلاد مباشرةً حيث كانت الديانة الأولى في البلاد وكانت أسقفية قرطاج تتبع بطريرك الإسكندرية الخلقدوني لا بابا روما كما يقتضي التقليد وذلك لانقطاع العلاقات الدبلوماسية بين إفريقية وشبه الجزيرة الإيطالية بسبب الحروب وظل الأمر كما هو إلى القرن العاشر. وقد ورد في رسالة للبابا غريوغوري الثاني (715-731) إلى القديس بونيفاس أسقف ماينتس تحذير للأسقف المذكور من الأساقفة الإفريقيين المنفيين بسبب الهرطقة الدوناتية خوفًا من أن ينشروها. وإضطهدت الخلافة الأموية العديد من المسيحيين الأمازيغ في القرنين السابع والثامن، والذين أجبروا على التحول ببطء إلى الإسلام.
بقيت المسيحية في زمن حكم الولاة العباسيين على إفريقية الديانة الأولى في المنطقة حيث صنف البابا أدريان الأول (772-795) في إحدى رسائله كنيسة شمال إفريقيا من بين الكنائس الحية مثل كنيسة إسبانيا (الأندلس) وكنيسة إيطاليا وكنيسة بلاد الغال (فرنسا)، وهذا ما يفسر سماح الوالي العباسي على إفريقية الفضل بن روح المهلبي بتأسيس كنيسة في القيروان سنة 794، ويأيد هذا أيضا ما ذكره القاضي عياض في المدارك نقلا عن أبي الحسن القابسي أن كنيسة القيروان زمن سحنون كانت كنيسة بارزة ورؤسائها كثر. وفي حقبة سلالة الأغالبة تذكرالمصادر غير العربية أن البابا لاون الرابع (847-855) في رسالته إلى أساقفة إنجلترا ذكر أن تقاليد الصوم لدى القرطاجيين والإفريقيين مطابقة لتقاليد كنيسة روما، كما أشار من بعده البابا فورموسوس (891-855) في رسالته إلى فولكوس أسقف رانس إلى حضور مندوبين من إفريقية في روما الذين جاءوا للمطالبة بالتحكيم في شأن المشاحنات اللاهوتية بين الأساقفة المحليين.

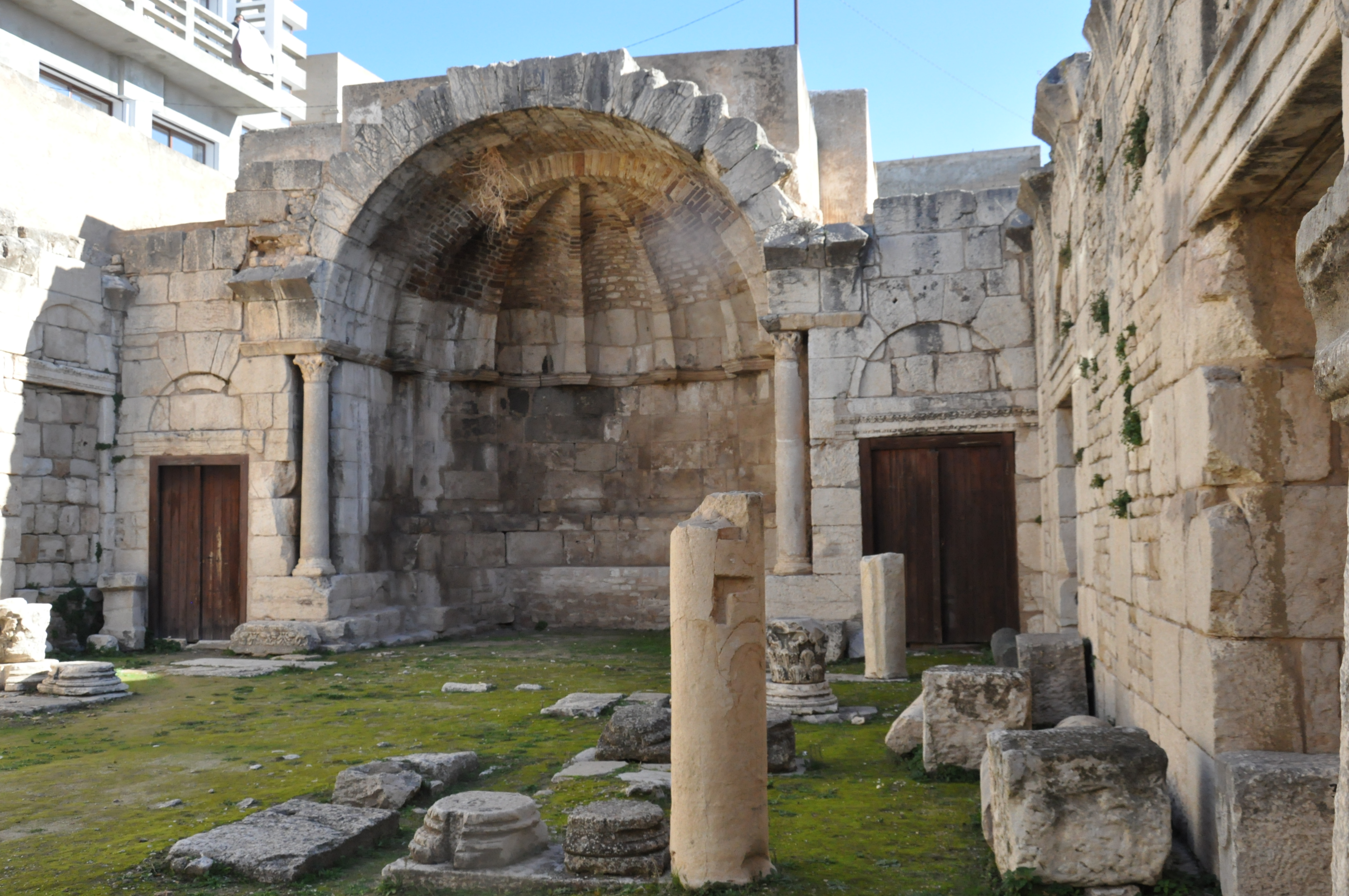
آثار بازيليكا القديس بطرس بالكاف.

مع حلول القرن العاشر أي مع تأسيس الخلافة الفاطمية لم يبقى من عشرات الأسقفيات في شمال إفريقيا سوى بضعة أسقفيات موزعة على كامل مجال إفريقية، ويرجّح العديد من الباحثين أن ذلك كان بسبب ثورة صاحب الحمار العنيفة، وهي أسقفية بتونس، وطرابلس ونفزاوة – ما يعرف اليوم بـولاية قبلي – وكانت تتبعها كنائس منطقة قسطيلية -ما يعرف اليوم بمنطقة الجريد – وقفصة والكاف والمهدية والقيروان ومجانة، ويذكر ابن الصغير أن الرستميين قرّبوا مسيحيي مجانة إلى عاصمتهم تاهرت حيث ازدهرت كنيستهم هناك إلى سقوط الدولة الرستمية حيث قاموا بالهجرة مع من بقي من أمرائها إلى مدينة ورقلة واستقروا هناك طيلة القرن العاشر ولما أسس الحمادييون دولتهم واتخذوا القلعة عاصمة لهم وذلك سنة 1007 انتقلت هذه الجماعة المسيحية للعيش هناك طيلة ما يزيد عن نصف قرن ليهاجروا بعد ذلك إلى مدينة بجاية، ويرأس هذه الأسقفيات رئيس أساقفة قرطاج. واثر ثورة صاحب الحمار التي اضطهدت مسيحيي البلاد كثيرا زمن القائم بأمر الله الفاطمي أرسل الإمبراطور البيزنطي رومانوس الأول سفارة إلى المهدية أثناء الثورة يستفسر من خلالها عن الأحداث التي تمر بها البلاد ما يفسر قلقه عن الأقليات المسيحية المضطهدة. في زمن حبرية البابا بندكتوس السابع قام هذا الأخير بإرسال يعقوب أحد الكهنة الإفريقيين ليتم تكوينه في دير القديس بونيفاس ليصير فيما بعد أسقفاً. وقد تقلص عدد الأسقفيات المذكورة ابتداء من القرن الحادي عشر باندثار أسقفية طرابلس مع بداية القرن المذكور على أقصى تقدير تلتها القيروان والكاف في منتصف القرن نفسه حيث يشير علماء الآثار إلى أن بازيليكا القديس بطرس بالكاف أصبحت آثاراً في حوالي منتصف القرن الحادي عشر أما كنيسة القيروان فقد اندثرت بلاد شك مع مجيء الهلاليين إليها.

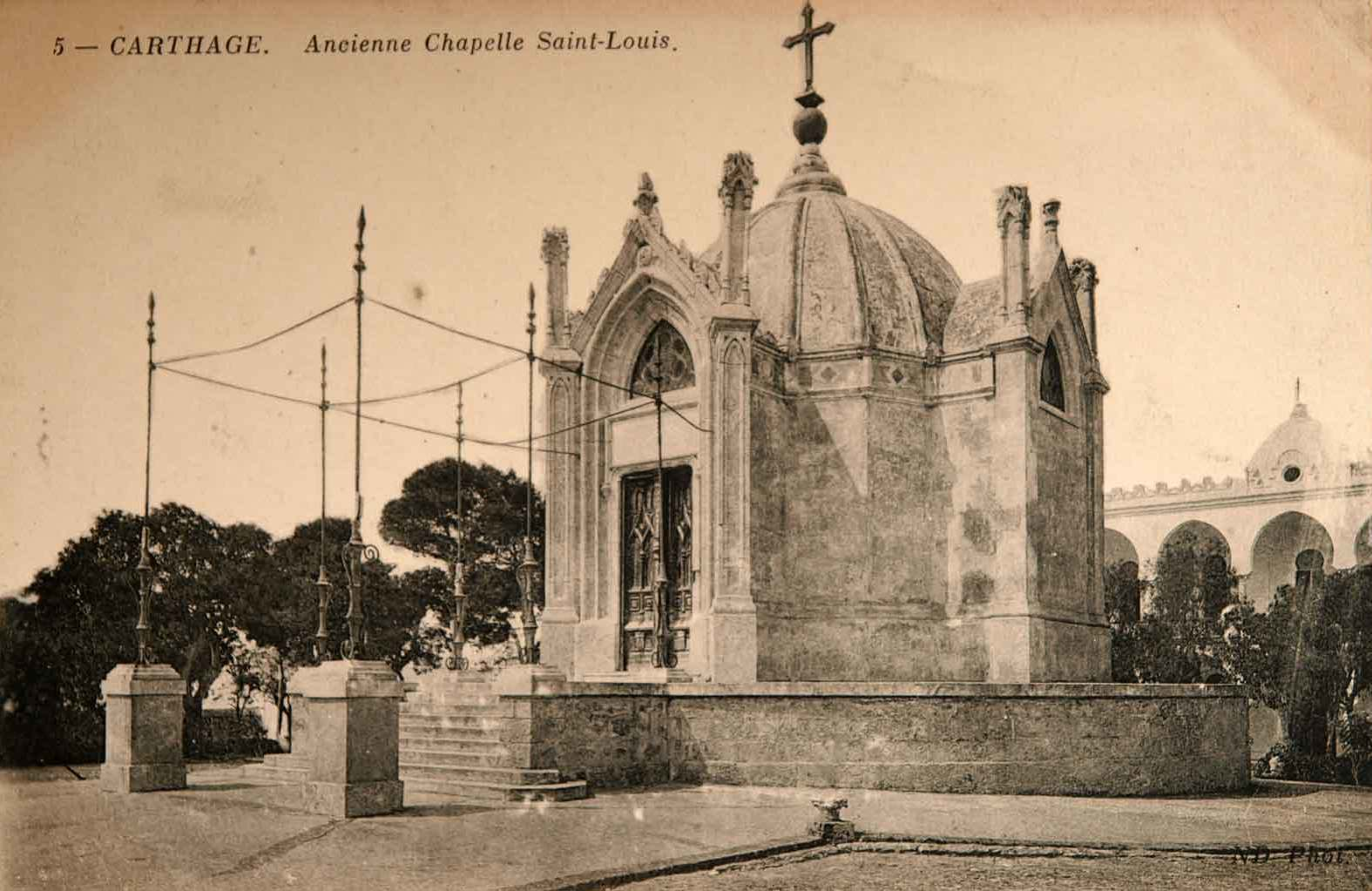
صورة تاريخية لمصلى القديس لويس في قرطاج.

أرسل البابا لاون التاسع سنة 1053 رسالتين إلى كنيسة إفريقية لفض النزاع الحاصل بين أسقف قرطاج وأسقف المهدية عن قيادة الكنيسة وعمّن يحمل منهما لقب رئيس الأساقفة ومن منهما يلبس الباليوم حيث وضّح البابا أن رئيس أساقفة شمال إفريقيا هو أسقف قرطاج وأن الأسقف الأول في كنيسة الغرب بعد أسقف روما هو أسقف قرطاج وأن لقب رئيس الأساقفة ولبس الباليوم هما من حق أسقف قرطاج وكتب هذا في رسالتين الأولى إلى توماس رئيس أساقفة قرطاج والثانية إلى الأسقفين بطرس ويوحنا اللذين وقفا إلى صف أسقف قرطاج في شرعيته كما تحسر البابا المذكور من خلال الرسالتين عن وضع الكنيسة المتردي حيث لم يبق من 205 أسقف قبل مجيء العرب سوى 5 أساقفة زمن كتابة الرسالتين وبين هؤلاء الخمسة غيرة وخلاف، والراجح أن الأسقفيات الخمسة هي أسقفية قرطاج، أسقفية المهدية، أسقفية نفزاوة، أسقفية الكاف قبل اندثارها وأسقفية القلعة. وفي سنة 1076 عبر البابا غريغوري السابع عن تأسفه لعدم وجود الأساقفة الثلاثة اللازمين لرسامة أسقف جديد في بجاية وذلك بطلب من السلطان الناصر إذ لم يبق سوى أسقف واحد مع أسقف قرطاج الراجح أنه أسقف نفزاوة أدى هذا الإشكال إلى إرسال الكاهن سرفندوس إلى بابا روما لتتم رسامته من هناك أسقفا لبجاية ليكتمل بذلك نصاب الأساقفة بإفريقية: ثلاثة أساقفة. في زمن الزيريين أيضاً برز قسطنطين الإفريقي الكاتب والمترجم والطبيب والراهب الذي تحول من الإسلام إلى المسيحية سراً وهاجر من قرطاج إلى روما وترهب في دير مونتي كاسينو البندكتي حيث أكمل بقية حياته.
خلال حقبة الدولة الحفصية لم يعد هنالك ذكر لأسقفية بجاية بخلاف كنيسة قلعة بني حماد سنة 1114، والتي كانت كنيسة ناشطة حيث ذكر الشماس بطرس البندكتي في «تاريخ مونتي كاسينو» أن أشياء خارقة للطبيعة حدثت في كنيسة القديسة مريم بقلعة بني حماد. وقد ذكر الإدريسي في الثلث الأول من القرن الثاني عشر أنه لما زار قفصة وقابس وجد أناساً لازالت تتحدث «باللسان اللاتيني الإفريقي» وهم مسيحيو البلاد في تلك الفترة بلا شك إذ هم الوحيدون اللذين حافظوا على لغتهم الأم. أما أسقفية قرطاج فقد ذكرت آخر مرة سنة 1192 وبدون شك فإن أسقفية قرطاج اندثرت مع نهاية القرن الثاني عشر أو في بداية القرن الثالث عشر. وأخيراً أسقفية نفزاوة وهي الوحيدة التي صمدت إلى بداية القرن الخامس عشر حيث كان آخر ذكر لها سنة 1406 من قبل ابن خلدون في كتابه العبر.

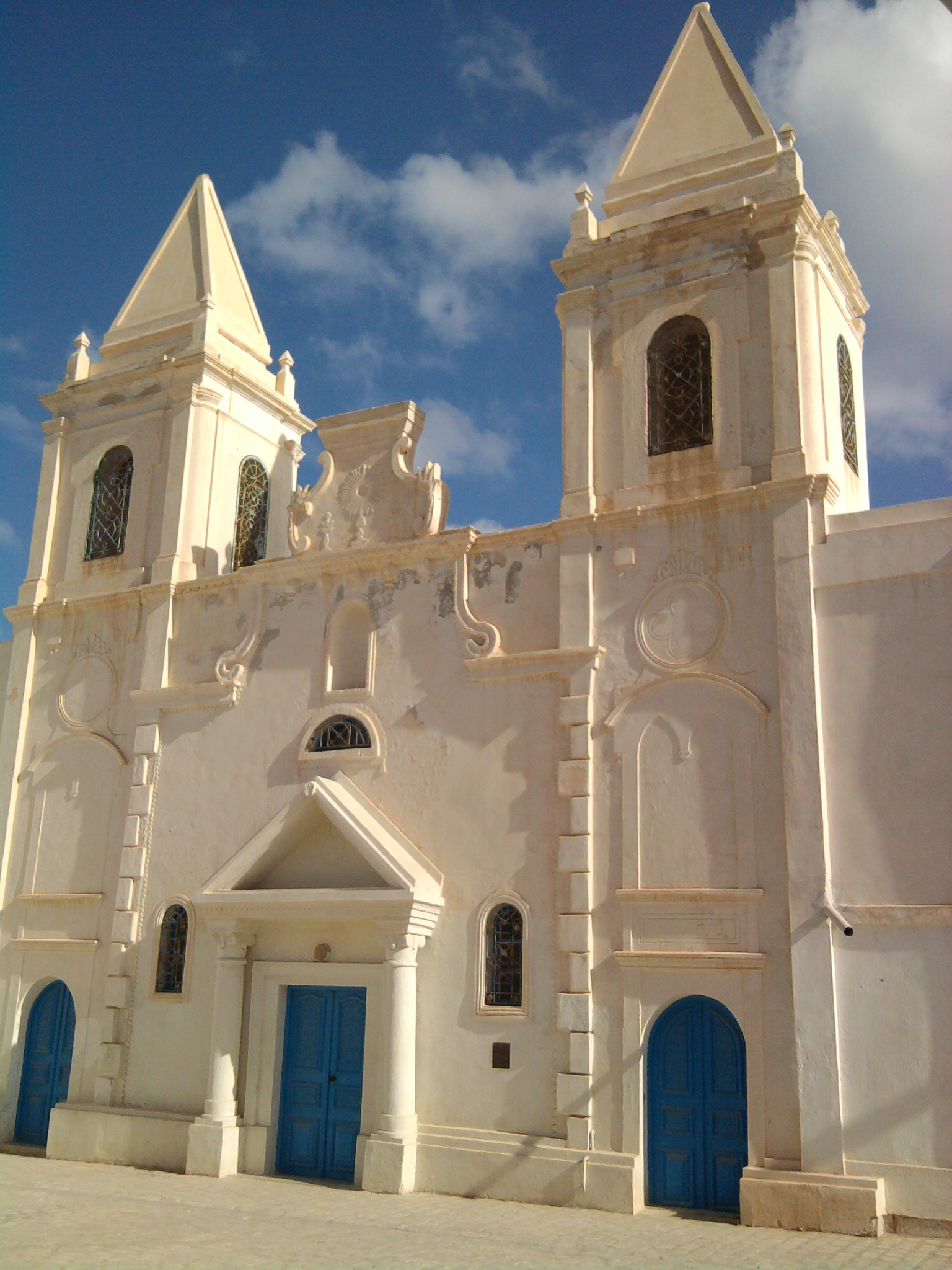
كنيسة القديس يوسف في حومة السوق، جربة.

خلال القرون اللاحقة للفتح الإسلامي، ظلّت بعض المناطق النائية، بل وبعض المدن مثل قرطاج ومدينة تونس، تضم جيوباً صغيرة من المسيحيين، وذلك في قفصة في القرن الثاني عشر، وفي بعض قرى نفزاوة في القرن الرابع عشر. ويتجه الرأي المُعاصر، بالاستناد إلى بعض الأدلَّة، إلى القول بأنَّ المسيحيَّة الإفريقيَّة صمدت في المنطقة المُمتدَّة من طرابُلس إلى المغرب الأقصى طيلة قُرونٍ بعد الفتح الإسلاميّ، وأنَّ المُسلمون والمسيحيّون عاشوا جنبًا إلى جنب في المغرب طيلة تلك الفترة، إذ اكُتشفت بعض الآثار المسيحيَّة التي تعود إلى سنة 1114م بِوسط تونس، وتبيَّن أنَّ قُبور بعض القديسين الكائنة على أطراف قرطاج كان الناس يحجُّون إليها ويزورونها طيلة السنوات اللاحقة على سنة 850م، ويبدو أنَّ المسيحيَّة استمرَّت في إفريقية على الأقل حتَّى العصرين المُرابطي والمُوحدي. وفي عام 1270 قام الملك الفرنسي لويس التاسع وبالرغم من نصيحة أتباعه بقيادة الحملة الصليبية الثامنة، وأبحر نحو تونس آملاً في حمل سلطتنها الحفصي على اعتناق المسيحية ومن ثمة الانطلاق نحو مصر التي كانت مفتاحه في السيطرة على بيت المقدس حيث توفي الملك بمجرد أن وطئت قدماه البلاد عام 1270.
في القرن الثالث عشر والقرن الرابع عشر، بدأ المذهب الروماني الكاثوليكي بالانتشار بين الأمازيغ المسيحيين، وعلى الرغم من استمرار الأمازيغ المسيحيين في العيش في تونس ونفزاوة في جنوب تونس حتى أوائل القرن الخامس عشر، إلا أنهم لم يعترفوا بالكاثوليكية الجديدة. وعلى عكس الشرق الأوسط، بدأت الأرثوذكسية المسيحية في الاختفاء تدريجياً في القرن الحادي عشر في المنطقة المغاربية. وأصبحت المجتمعات المسيحية المغاربية معزولة وأصغر من أي وقت مضى. وإختفت الكنيسة في القيروان في تونس من عام 1046 بانتصار المتشدّدين المسلمين. مما أدى إلى إضعاف الوجود المسيحي في البلاد. ومع الإستيلاء على المركز المسيحي لتونس في عام 1159 من قبل الزعيم المسلح عبد المؤمن بن علي، والذي في عام 1160 طارد النورمان فيما ما يعرف الآن بتونس، وبدون حماية النورمان، حدث الآن تهجير للمسيحيين، بعد نهاية القرن السابع ومنتصف القرن الحادي عشر. وكان سلاطين الدولة الحفصية يختارون حرسهم الخاص من أفراد الصغيرة من أبناء البلاد من المسيحيين، الذين كانوا يتميزون تماماً عن التجار المسيحيين الأجانب. واختفت الجماعات المسيحيّة الأمازيغية تدريجياً في تونس والمغرب والجزائر في القرن الخامس عشر.

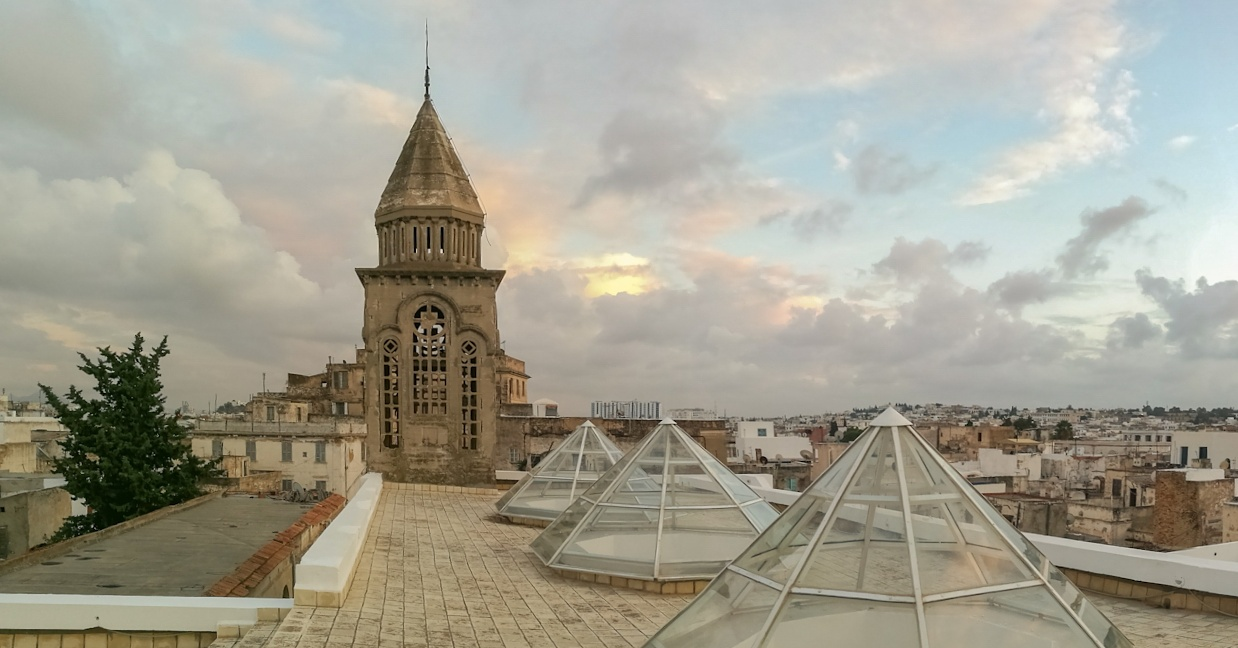
الكنيسة القديمة سانت كروا في مدينة تونس العتيقة.

يُرجح أن ظهور المسيحية الأجنبية في كان مع استقرار النورمان على السواحل الإفريقية مؤسسين بذلك مملكة إفريقيا النورمانية (1135-1160) والتي امتدت على الشريط الساحلي من طرابلس إلى جربة وقابس مرورا بصفاقس والمهدية وسوسة فتونس وصولاً إلى بونة وبجاية بالجزائر. وكان للنورمان الفضل في انتعاش التجارة والاقتصاد في إفريقية كما يذكر ذلك التجاني في رحلته، وقد كان للنورمان رئيس أساقفة بالمهدية واسمه كوسماس وقد قام هذا الأخير برحلة إلى روما ليتم إقراره في منصبه من قبل البابا إيجين الثالث والذي بقي فيه حت طرد النورمان من المهدية سنة 1160. ولايستبعد اتصال مسيحيي الجنوب التونسي برئيس أساقفة المهدية خاصةً مسيحيي قابس الذين كانوا يخضعون لسلطة النورمان والذين ذكرهم الإدريسي قبل مجيء النورمان وهذا ما يفسر صمود المسيحية في الجنوب التونسي إلى حين تأسيس أسقفية المغرب، إذ يُستوجب لصمود جماعة مسيحية في منطقة ما وجود كهنة وخاصة الأساقفة. وقد انتهى وجودهم في إفريقية مع دخول الموحدين إذ عرض عبد المؤمن بن علي على اليهود والمسيحيين بمدينة تونس الإسلام أو الموت ورفض الجزية، وكان مسيحيو مدينة تونس في تلك الفترة هم من النورمان وليسوا من السكان الأصليين إذ كانت المدينة في تلك الفترة خاضعة للحماية النورمانية. ولما استولى الأخير على مدينة المهدية أقدم على قتل حوالي 3000 مسيحي لولا تدخل ملك صقلية روجر الثاني الذي هدده بمسلمي صيقلية ما أدى إلى الإفراح عنهم وعودتهم إلى صقلية بحراً، وكان بينهم كوسماس الذي أكمل حياته كأسقف في باليرمو. في كتاب (Liber censuum Romanae Ecclesiae) والذي ألّفه شنشيو سافيلّي الذي أصبح لاحقا البابا هونوريوس الثالث. وفي سنة 1220 زار رهبان فرنسيسكان مدينة قفصة التي وجدوا فيها مسيحيين ناطقين باللاتينية وقطعًا كانوا على اتصال بعد ذلك بأسقفية المغرب التي تأسست سنة 1225.

### العصور الحديثة

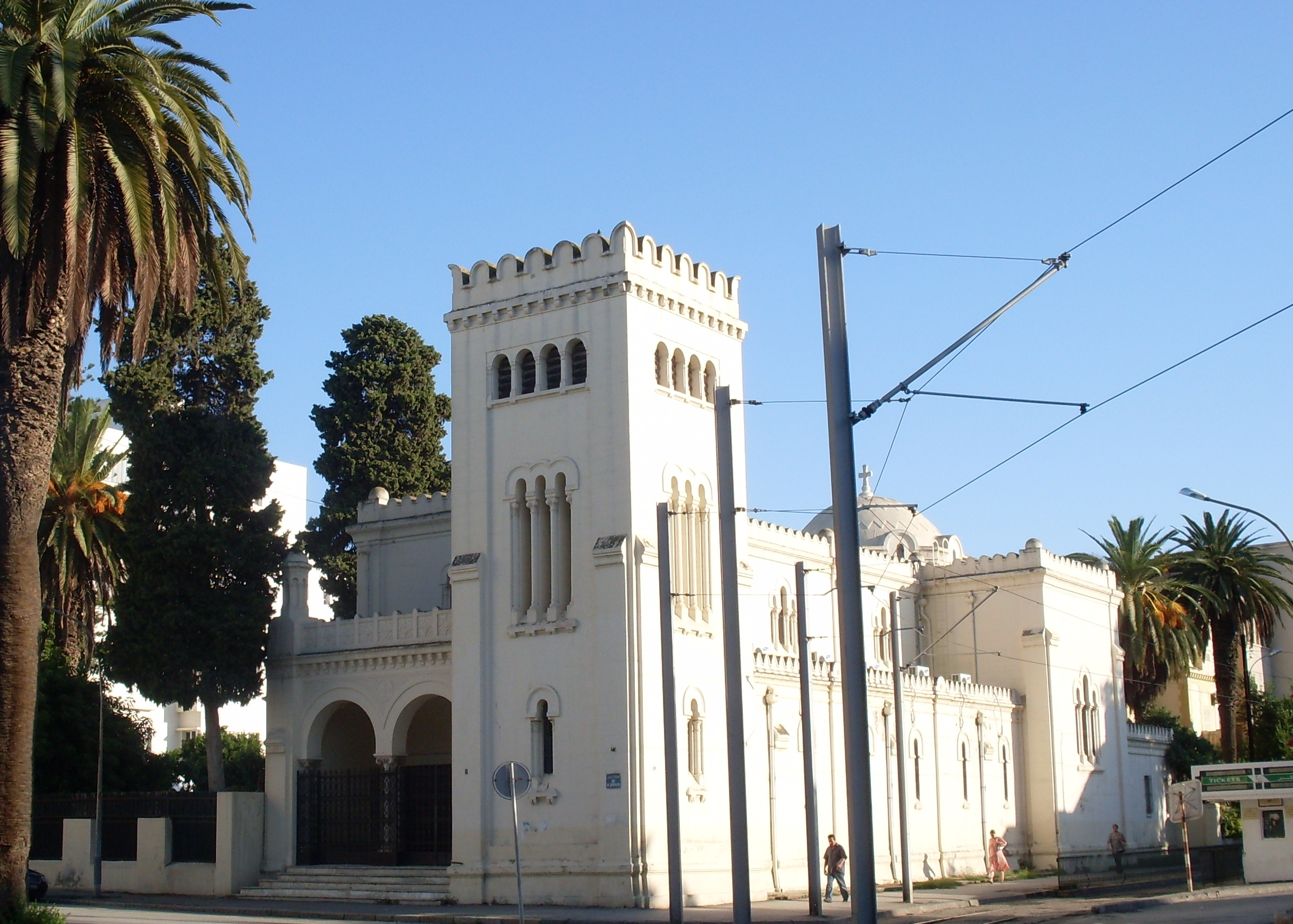
كنيسة القديسة جان دارك بتونس، بنيت في عام 1911.

بقي الأمر على ماهو عليه زمن دخول العثمانيين للبلاد سنة 1574 بالنسبة للتجار والقناصلة الذين مازال عدد فنادقهم يزيد مع تقدم الزمن، أما الجنود المرتزقة فلا نعلم عن مصيرهم شيء بعد قدوم العثمانيين، وأما العبيد فقد ساء وضعهم جداً إلى زمن يوسف داي الذي قبل قرار البابا أوربان الثامن في تأسيس ولاية رسولية بتونس -وهي نوع من الإدارة الكنسية يوجد في البلدان التي لا تتوفر بها الظروف الكاملة لتأسيس أسقفية- وكان ذلك سنة 1624 وأسند مهمة إدارتها إلى الرهبان الفرنسيسكان الكبوشيين وكان معهم في الخدمة الرهبنة اللعازية المرسلة من قبل فنسنت باول والرهبنة الثالوثية، وفي سنة 1772 تم ضم الولاية الرسولية بتونس إلى إدارة المندوبية الرسولية بالجزائر، قبل أن يتم رفعها إلى المندوبية الرسولية بتونس مستقلةً بذلك عن إدارة أسقفية الجزائر وذلك سنة 1843 زمن البابا غريغوري السادس عشر، وتم خلال هذه الفترة (1624-1843) تأسيس كنيسة وعديد المصليات أما الكنيسة فهي: كنيسة الصليب المقدس بالمدينة العتيقة بتونس وكنيسة الطوباوي أنطوان نايرو في المكان الذي يعرف اليوم بوزارة المرأة، وأما المصليات الكنسية فهي عديدة في مدن كثيرة في الإيالة التونسية ولعل أهمها مصلّى القديس لويس في قرطاج الذي ابتدأ بناءه سنة 1840.
وفي سنة 1696 بنى رمضان باي كنيسة القديس جورج الإنجليكانية بتونس خارج أسوار المدينة عند باب قرطاجنة من أجل دفن جثمان أمه مريا الإيطالية زوجة والده مراد باي الثاني، وأعاد بناءها بعد ذلك المشير أحمد باي بشكلها الحالي سنة 1848 وتم اسناد إدارتها إلى قنصلية بريطانيا بتونس.

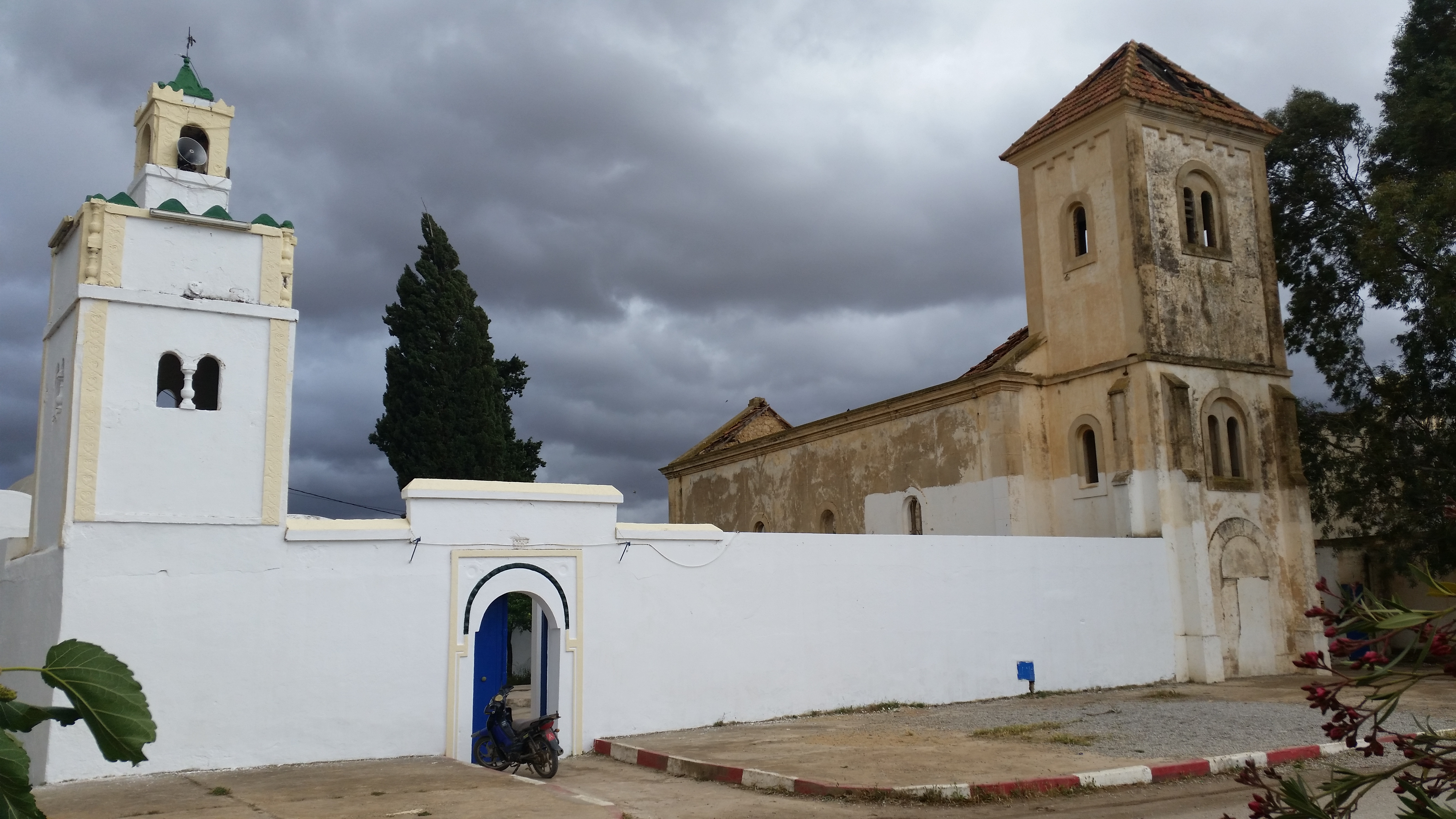
كنيسة المحرين بجانب مسجد في البطان.

في سنة 1741 قام علي باي الأول بدخول جزيرة طبرقة والسيطرة عليها فسبى كل من كان بها من الجنويين فأصبحوا عبيداً للإيالة التونسية، لينتهي بذلك وجود المسيحية بطبرقة الذي تجاوز 200 سنة وبذلك يمكننا الحديث عن عودة المسيحية المحلية بالبلاد للمرة الثانية لكنها من أصول أجنبية. سبى علي باي الأول 842 جنوي من الجزيرة إلى تونس والبقية فروا إلى كرلوفورتا وجزيرتي سان بياترو وسانت أنتيوكو جنوب سردينيا وسلالاتهم لازالت موجودة هناك إلى اليوم يحملون لقب «تبركيني» (بالإيطاليَّة: Tabarchini) ويبلغ عددهم اليوم حوالي 10,000 شخص يتحدثون اللغة الإيطالية التبركينية، ولما سمعت الكنيسة في تونس ممثلة في شخص أنطوان دي نوفالارا الوالي الرسولي بتونس (1738-1744) حدث سبي سكان جزيرة طبرقة المسيحيين قررت الكنيسة اقتراض الأموال الطائلة منأجل تحريرهم ما سبب عجزاً مالياً رهيباً في ميزانية الولاية الرسولية كان سؤجي إلى حل هده المؤسسة الكنسية بالبلاد وطرد ممثليها لولا تدخل قنصل هولاندا بتونس غيوم بلومان لدفع قيمة الدين من ماله الخاص سنة 1753 منقداً بدلك الكنيسة من خطر وشيك كان يهددها. وفي زمن حكم محمد الصادق باي قام هدا الأخير بالسماح للجالية اليونانية بتأسيس كنيسة القديس جاورجيوس بتونس التي هي مقر مطرانية قرطاج للروم الأرثودكس سنة 1862 وتتولت قنصلية مملكة اليونان إدارتها، وقد تم إعادة بنائها وترميمها بشكلها الحالي بعد دلك وتم افتتاحها سنة 1901. في هذه الفترة والتي سبقت مجيء الحماية الفرنسية سجلت بضعة حالات اعتناق للمسيحية الكاثوليكية من السكان المحليين من المسلمين ومن اليهود خصوصاً، وأول اسم تم تسجيله في أرشيفات شهائد المعمودية بالكنيسة هو عزّوز بن حسّونة بن سليمان الزّواري من مواليد الحاضرة تونس سنة 1796، لنعود بذلك للحديث عن مسيحية محلية بالبلاد للمرة الرابعة ولأول مرة من أصول تونسية أصيلة. في مدينة توزر ظلّت الجماعة القديمة من المسيحيين موجودة حتى القرن الثامن عشر. وكثرت الجاليات المسيحية زمن المندوبية الرسولية مقارنةً بالماضي مما دعى إلى إقامة عدد من كناس في أماكن مختلفة من البلاد، وهي: كنيسة القديس أوغسينوس بحلق الوادي، وكنيسة القديس بطرس الرسول بغار الملح، كنيسة سيدة جبل الكرمل بالمهدية، وكنيسة القديس يوسف بجربة، وكنيسة القديس بطرس والقديس بولس بصفاقس، وكنيسة سيدة الحبل بلا دنس بالمدينة العتيقة سوسة، وكنيسة بنزرت بالإضافة إلى الكنيستين القديمتين بمدينة تونس التي تم ترميمهما وتوسيعهما خاصة كنيسة الصليب المقدس.

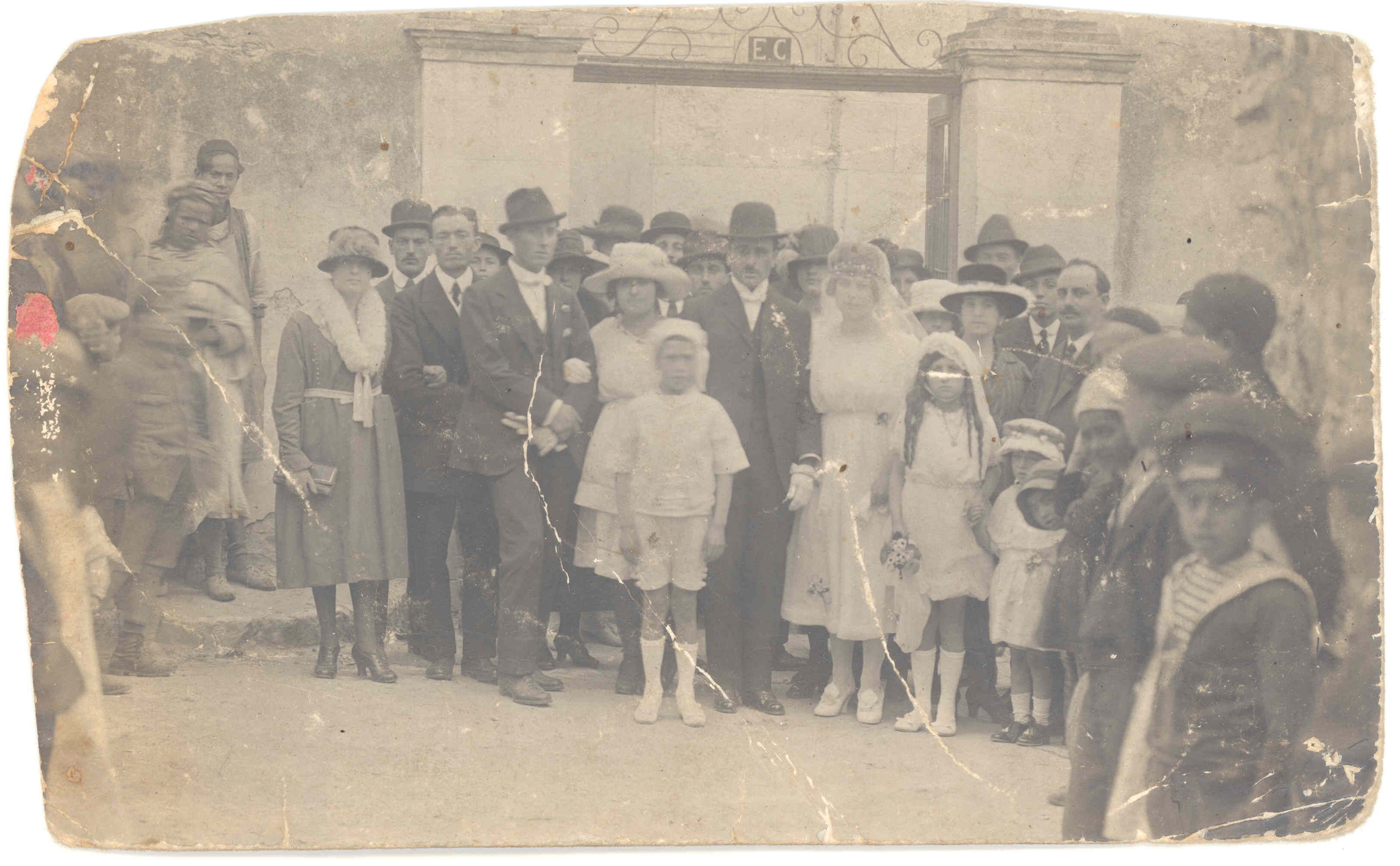
صورة تذكاريَّة لحفل زفاف كاثوليكي تونسي في كنيسة القلب الأقدس في الكاف في عام 1922.

في القرن التاسع عشر شهد عودة ظهور طائفة مسيحية محلية بالبلاد لكنها من أصول أجنبية، أي أبناء وأحفاد الجاليات الأجنبية الذين ولدوا في تونس وكانوا من أصول إيطاليَّة ومالطيَّة في الغالب ولعل أبز الشخصيات من هذه الفئة الاجتماعية جوزيف رافو وزير الخارجية لدى المملكة التونسية زمن المشير أحمد باي الأول، وكثرت هذه الفئة في البلاد، لكن الكثير منهم هاجر وعاد إلى موطنه الأصلي اثر استقلال البلاد من الحماية الفرنسية ولم يبق إلا قلة حالياً. وسيراً على نفس السياسة التي نهجتها الإيالة التونسية من تسامح مع غير المسلمين أصدر محمد باشا باي خليفة المشير أحمد باي وثيقة عهد الأمان يوم 8 سبتمبر 1857 والتي أكد في القاعدة الأولى منه على «الأمان لسائر الرعية وسكان الإيالة على اختلاف الأديان والألسنة والألوان» وفي القاعدة الثالثة منه على «التسوية بين المسلم وغيره من سكّان الإيالة في استحقاق الإنصاف» ما ساهم بدوره في تحسن أوضاع الأقليات المسيحية في البلاد. وفي زمن حكم محمد الصادق باي قام هدا الأخير بالسماح للجالية اليونانية بتأسيس كنيسة القديس جاورجيوس بتونس التي هي مقر مطرانية قرطاج للروم الأرثوذكس سنة 1862 وتتولت قنصلية مملكة اليونان إدارتها، وقد تم إعادة بنائها وترميمها بشكلها الحالي بعد دلك وتم افتتاحها سنة 1901.
بعد مجيء الحماية الفرنسية مباشرة ابتدأ عدد كبير من اليهود والمسلمين في اعتناق المسيحية ولعل الكثير منهم فعل ذلك من أجل الحصول على امتيازات من قبل سلطات الحماية بالبلاد حيث وُجدت العديد من أسمائهم في أرشيفات شهائد المعمودية لتلك الفترة لكن لم يتم التسجيل في نفس الأرشيفات شهادات زواج في الكنيسة أو شهادات دفن إثر الوفات إلا لبضعة منهم توفوا قبل خروج الإستعمار الفرنسي والبقية إما خرجوا من البلاد أو عادوا للإسلام أو اليهودية بعد الاستقلال أو لم يكونوا جديين في اعتناقهم للمسيحية منذ البداية، كذلك فإن العديد من الأيتام الذين رُبوا في ملاجئ الراهبات اعتنقوا المسيحية تأثراً بها، هذه الفئة من الكاثوليك كانوا بضعة مئات حتى مجيء الاستقلال واغلبهم هاجر من البلاد واليوم لم يبق منهم تقريبا أحد. حالات اعتناق المسيحية الكاثوليكية هذه لم تكن منظمة من قبل الكنيسة في إطار التبشير إذ منذ أن الكاردينال لافيجري مع الآباء البيض إلى تونس رفض أن تبشر الكنيسة سكان البلاد نظراً للتجربة مع الجزائريين قبل ذلك، حيث لا تزال في منطقة القبائل توجد عائلات مسيحية كاثوليكية إلى اليوم، وبقي عدد معتنقي المسيحية محدودا طيلة 75 سنة من الاحتلال الفرنسي، ولا يمكن تفسيرها إلا بكونها نتاج عن نشاطات فردية لكهنة وراهبات أو برغبة شخصية من المعتنق تحت ستار حماية السلطة الكنسية والسياسية الفرنسية. في هذه الفترة ومع ازدياد عدد الكاثوليك بالبلاد كانت رئاسة أسقفية قرطاج تزيد عدد الكنائس بالبلاد إلى أن وصل سنة 1957 أكثر من 130 كنيسة في كامل أنحاء ما يعرف اليوم بالجمهورية التونسية باستثناء ولاية قبلي التي لم يتم تأسيس كنيسة بها لعدم وجود جماعة مسيحية مهمة بها إلا أن الكنيسة قد خسرت أكثر من 95% من هذه الكنائس بعد الاستقلال وتحديدا بعد سنة 1964.

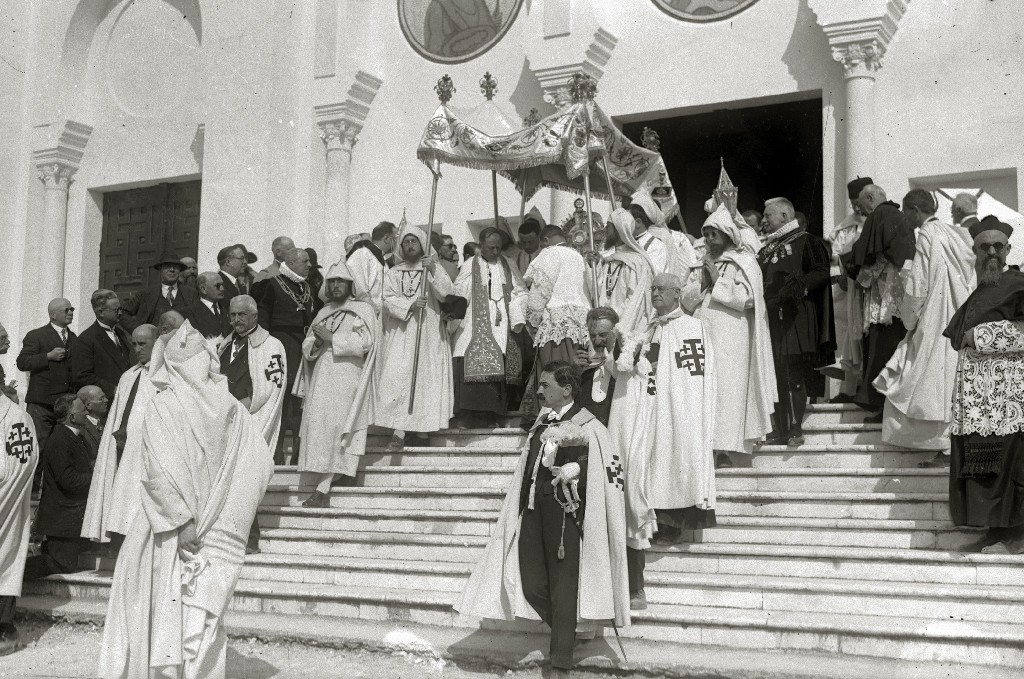
صورة لجانب من إحتفالات المؤتمر الأفخارستي بقرطاج في كاتدرائية القديس لويس بقرطاج في عام 1930.

على الرغم من وجود الكنائس الكاثوليكية في تونس يرجع لفترة ما قبل الحماية الفرنسية، مثل الكنيسة القديمة سانت كروا بتونس وهي أقدم كنيسة في البلاد، ويرجع إنشاؤها لسنة 1662. الا أن العدد الأكبر من الكنائس الأخرى شيدت في القرن التاسع عشر في سوسة (1836)، وحلق الوادي (1838)، وصفاقس (1841)، وجربة (1847)، والمهدية (1848)، وبنزرت (1851)، وغار الملح (1853) والمنستير (1862). وبنيت كاتدرائية القديس لويس بقرطاج بين 1884 و1890 زمن الحماية الفرنسية على تونس بجانب مصلى يرجع بناءه إلى سنة 1840. سميت الكاتدرائية باسم لويس التاسع ملك فرنسا، الملقب بالقديس لويس والذي توفي في قرطاج أثناء الحملة الصليبية الثامنة سنة 1270. أصبحت الكاتدرائية في أواخر القرن التاسع عشر مقرا لجاثليق إفريقيا الكاردينال لافيجري الذي أصبح راعياً لأبرشية قرطاج عند إنشاءها سنة 1881، والذي لعب دوراً كبيراً في حملات التبشير الفرنسية في أفريقيا، واحتضنت الكاتدرائية سنة 1930 المؤتمر الأفخارستي بقرطاج. حيث بدأ الحضور الكاثوليكي في تونس في العودة بشكل مكثف منذ القرن التاسع عشر. مع هجرة الإيطاليين والمالطيين إلى تونس. كانت أغلبية الكاثوليك من المنحدرين من أصول إيطالية ومالطية وفرنسية ممن استوطنوا تونس إبّان الإستعمار. في عام 1926 وصل أعداد الكاثوليك إلى 105,000، كان منهم حوالي 90,000 طلياني مقارنةً بحوالي 70,000 فرنسي وحوالي 8,396 مالطي. وفي عام 1956 وصلت أعداد الكاثوليك إلى 250,000 نسمة، أي 7% من مجموع السكان؛ وشكّل الكاثوليك نسبة سكانيّة عاليّة في العديد من المدن منها حلق الوادي وجربة وتونس العاصمة وبنزرت. في سنة 1936 شكل الكاثوليك حوالي 35% من سكان مدينة حلق الوادي، وبنت الكنيسة العديد من المدارس الكاثوليكية والمشافي والمؤسسات الترفيهيَّة لخدمة الجاليات الكاثوليكيَّة في البلاد. ولتوفير الدعم الروحي لهذه العائلات المتدينة جدًا، أرسلت السلطات الكنسيَّة عددًا من الكهنة لكل مكان يطلبوهم فيه، حتى المدن العماليَّة التي بنتها الشركات المنجمية كان لها أماكن عبادة تمولها هذه الشركات المستثمرة.

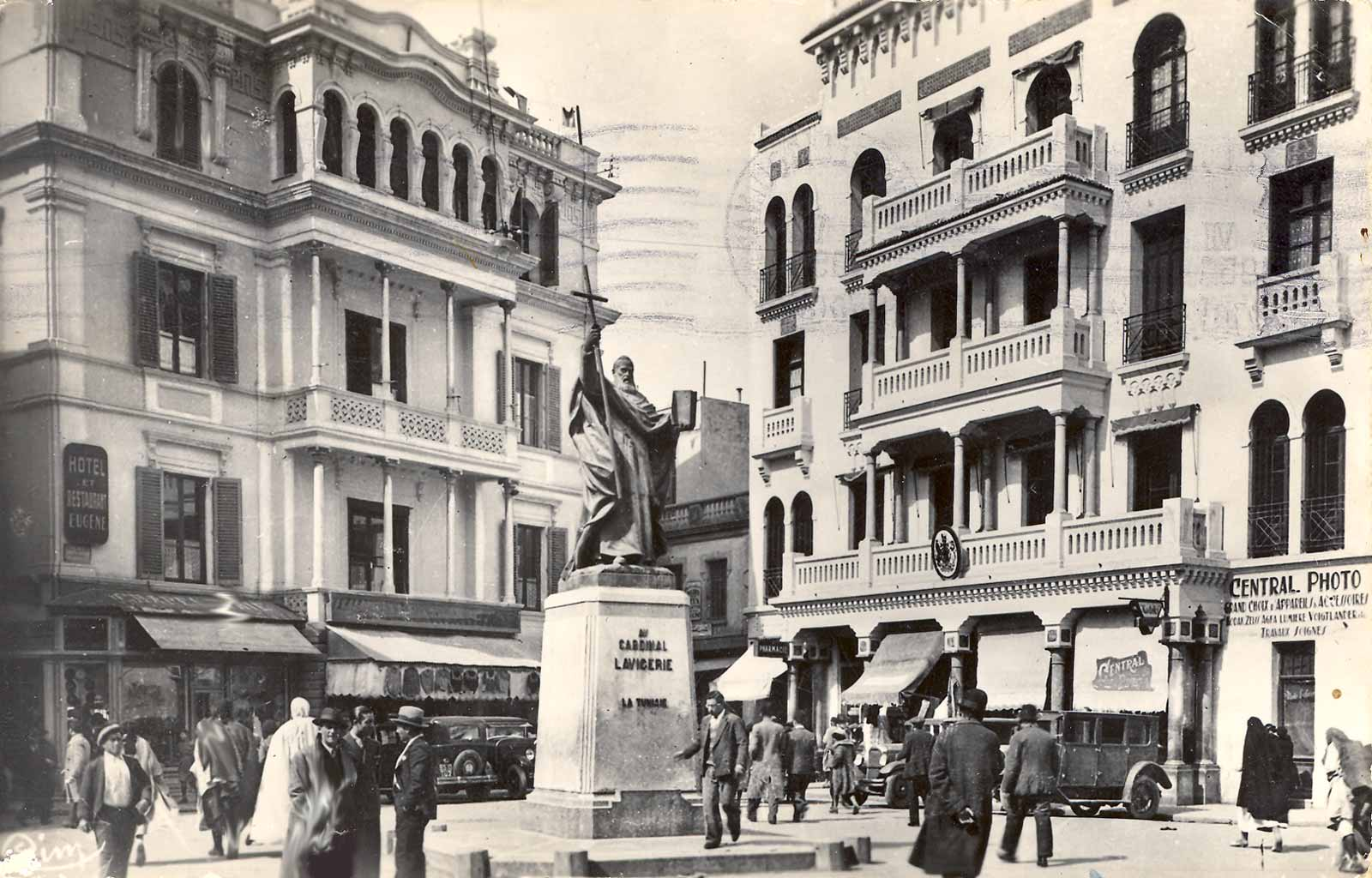
تمثال شارل مارسيال لافيجري تم نصبه أمام باب البحر من قبل سلطات الحماية إثر فعاليات المؤتمر الأفخارستي بقرطاج.

مباشرةً بعد تولي الكاردينال لافيجري لمنصبه قام مباشرة بالشروع في بناء كاتدرائية القديس لويس والقديس سبريانوس على هضبة بيرصا بقرطاج والتي تم تكريسها رسميا ككاتدرئية لرئاسة أسقفة قرطاج يوم 15 ماي 1890، مباشرة بعد الانتهاء من بناء كاتدرائية قرطاج وضع الكاردينال لافيجري يوم 19 ماي 1890 حجر أساس كو-كاتدرائية (أي كاتدرائية مساعدة للكاتدرائية الأم) القديس فنسون دو بول والقديسة أوليفيا بتونس وكانت رئاسة أسقفية قرطاج منقسمة إلى ثلاثة جهات: قرطاج وتونس وصفاقس ويرأس كل جهة أسقف، بالتوازي مع ذلك سحب الكاردينال لافيجري مهمة إدارة الكنيسة من الرهبان الكبوشيين متهما إياهم بالتسبب في تدهور أوضاع الكنيسة في تونس لقرون خاصة بعد حادثة تحرير عبيد طبرقة التي كادت ان تقضي على وجود الكنيسة بتونس لولا تدخل قنصل هولاندا في تلك الفترة وقام بطردهم تدريجيا من البلاد وكان خروج آخر كهنة من البلاد سنة 1891 وهم كهنة رعية كنيسة الصليب المقدس بمدينة تونس العتيقة، وقام بتعويضهم أساسا بكهنة أسقفيين وبالأباء البيض الذي قام بتأسيسهم قبل سنوات في الجزائر بالإضافة إلى بضع رهبنات أخرى، ما أثار غضب الجالية الإيطالية والمالطية في تلك الفترة التي كانت تشكل غالبية الكنيسة منذ انتصاب الحماية إلى أوائل ثلاثينات القرن العشرين، كما قام الكاردينال لافيجري ببناء بعض الكنائس الأخرى إضافة إلى دير الكرمل بقرطاج للراهبات الكرمليات وهو الذي تم تحويله اليوم إلى المركز الوطني لتكوين المكونين في التعليم وملجأ أيتام أيضا بقرطاج للأخوات البيض وهو الذي تم تحويله اليوم إلى معهد قرطاج حنبعل وإكليريكية لتكوين الكهنة خاصة بالآباء البيض وهي التي تم تحويلها اليوم إلى المتحف الوطني بقرطاج.

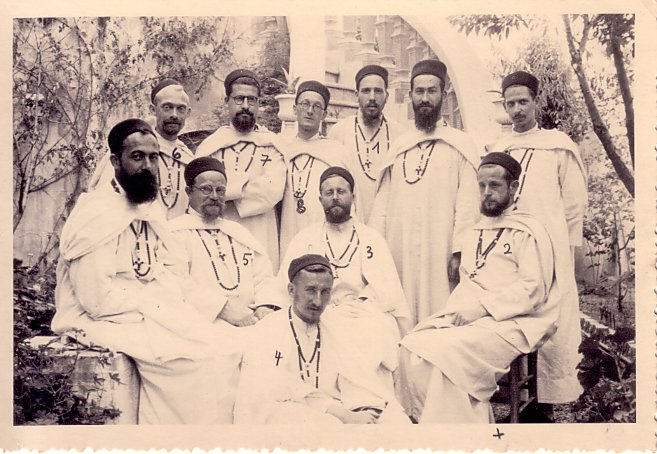
رهبان في معهد الآداب العربية بتونس الذي أسسه الآباء البيض.

في زمن حبرية البابا بيوس الحادي عشر، اختار هذا الأخير مدينة قرطاج لاحتضان المؤتمر الأفخارستي بقرطاج في كاتدرائية القديس لويس بقرطاج (وهو احتفالي ديني تنضمه الكنيسة باقتراح من بابا روما لغرض ترسيخ الاحتفال بالأفخارستيا وعقيدة التحول الجوهري التي يجب تذكرها في كل قداس إلهي حسب الإيمان المسيحي) عام 1930 بعد موافقة السلطات المحلية ممثلة في المقيم العام الفرنسي بتونس فرونسوا منسيرون وباي تونس أحمد باشا باي الثاني ورئيس أساقفة قرطاج وأسقف إفريقيا الأول ألكسيس لوماتر، بعد موافقة السلطات المحلية عين البابا الكاردينال ليبيسيي رئيس مجمع الكهنة المرسلين (Congregatio pro Religiosis) لرئاسة المؤتمر وتسيير فعالياته، كما حضر المؤتمر من افتتاحه إلى اختتامه سبعة كرادلة آخرين، أكثر من مائة أسقف، أكثر من 4,000 كاهن وإكليريكي وحوالي 10,000 من المؤمنين الحجاج من عشرين جنسية مختلفة من بينها التونسية والفرنسية والإطالية والمالطية والإسبانية وغيرها ليكون عدد المشاركين في المؤتمر حوالي 15000 مسيحي بصفة رسمية أما الذين حضروا بعض فعاليات المؤتمر فيصل عددهم إلى حوالي 40000. يرى بعض المؤرخون أن المؤتمر نُظم عمدا من قبل سلطات الحماية الفرنسية من أجل جرح مشار التونسيين الدينية في حين يرى بعض المؤرخين الآخرين أن المؤتمر كان دينيا عقائديا بامتياز ولا علاقة له بالسياسة ويقف بعضهم موقفا وسطا فيقولون ان المؤتمر نُظم من قبل الكنيسة لأغراض روحية تخص المسيحيين دون غيرهم إلا أن سلطات الحماية استغلت الزمن ووضع البلاد لممارسة نوع من الاستفزاز تجاه التونسيين المسلمين.
في 18 نوفمبر 1926 أسس الآباء البيض معهد الآداب العربية بتونس. بعد أن فشل الآباء البيض في تأسيس معهد لهم بغرداية توجهوا نحو تونس، حيث بعثوا هذا المعهد، وكان مقره في البداية في ضاحية المرسى تحت اسم دار الدراسات، وبدأت الدروس فيه يوم 25 نوفمبر 1926. ثم انتقل إلى تونس العاصمة ليحمل اسمه الحالي منذ 30 مارس 1931. وانتقل أخيراً إلى موقعه الحالي منذ 15 فبراير 1932 قرب ساحة معقل الزعيم. وكان المعهد يهدف إلى التعرف على الثقافة التونسية في مختلف مظاهرها، وقد تجسم ذلك من خلال إصداراته ومن بينها خاصة مجلة إيبلا التي تصدر منذ عام 1937، والتي يكتب فيها تونسيون وغيرهم بالعربية والفرنسيَّة.

#### الاستقلال

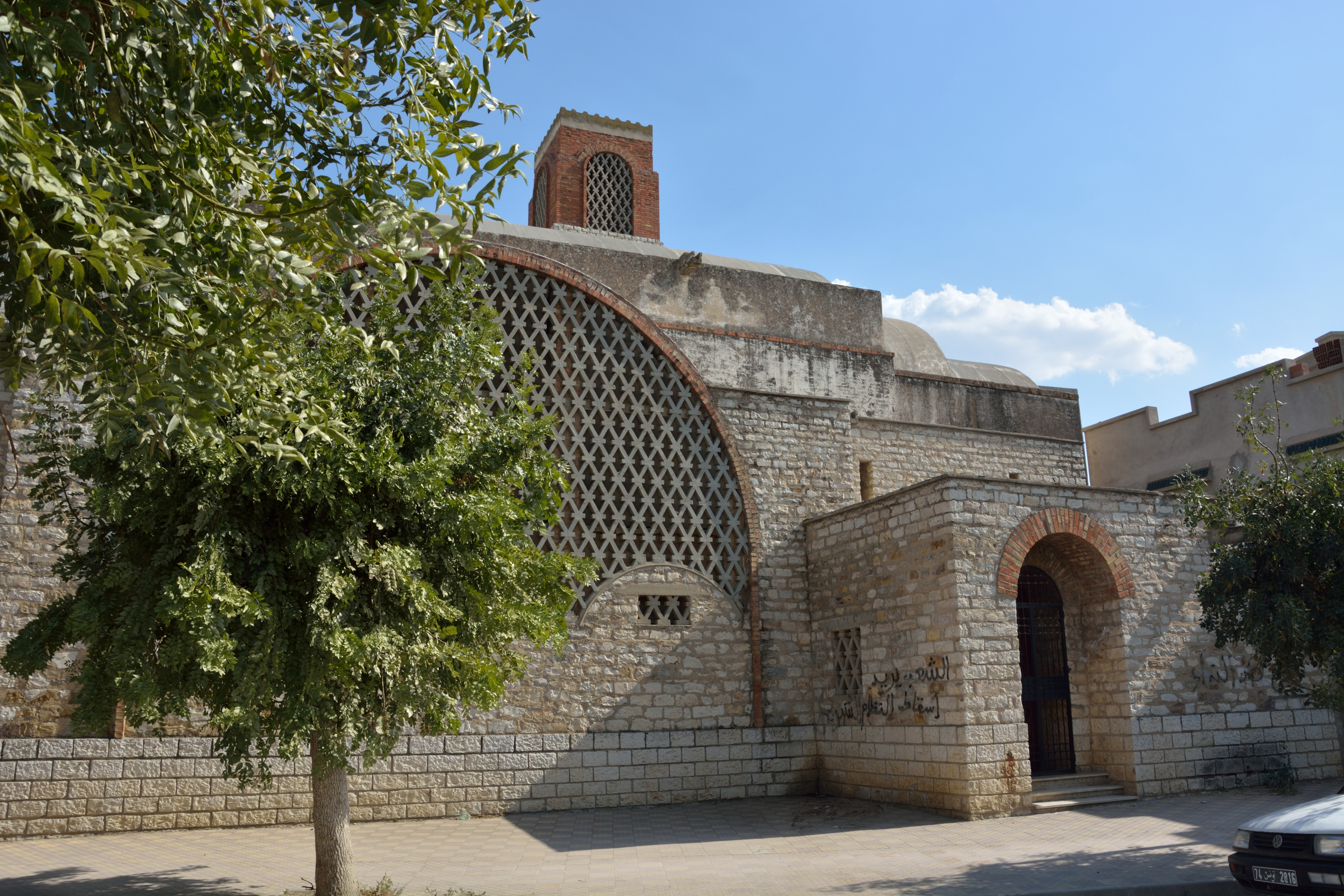
كنيسة القديس فيليسيت وسانت بيربيتو في طبربة؛ تم تحويلها بعد الاستقلال إلى مكتبة.

اثر استقلال البلاد يوم 20 مارس 1956 ابتدأت الكنيسة في الانعزال شيئا فشيئا عن الحياة العامة، فابتدأت يوم 8 مايو من نفس السنة بنقل تمثال الكاردينال لافيجري من أمام المدينة العتيقة إلى وراء جدران رئاسة الأسقفية بعد أن اُعتبر استفزازياً من قبل التونسيين منذ نصبه سنة 1930، ونزولاً لرغبة النقابات تم ابعاد الراهبات اللواتي كنّ يشتغلن في المستشفى الإيطالي بتونس (المعروف اليوم بمستشفى الحبيب ثامر) من سنة 1910 ليفسحن المجال للتونسيين. وعاشت الكنيسة بعد استقلال البلاد سنة 1956 طقوسها وتقاليدها كما في الماضي خاصة تلك المواكب التي تكون مفتوحة أمام العامة، بل وكان يتم استدعاء رئيس أساقفة قرطاج للقصر الرئاسي في الاحتفالات الرسمية، حتى يوم الأحد 8 مارس 1959 يومئذ احتفلت الكنيسة بعيد القديستين فليسيتاس وبربتوا وأتباعهما الشهداء وذلك من خلال قداس حبري ترأسه المنسينيور موريس بيران رئيس أساقفة قرطاج وأسقف إفريقيا الأول، كان هذا الموكب المفتوح للعامة الأخير من نوعه إذ تم بعد ذلك فرض ترخيص إداري من الدولة لمثل هكذا مواكب يُجاب بالرفض في أغلب الأحيان مثلما حصل في موكب المادونا دي تراباني يوم 15 أغسطس من نفس السنة حيث تم رفض طلب الكنيسة ولم يُعد يحتفل بهذه الذكرى من 1959 إلى عام 2017 حيث تم إحياؤها من جديد ابتداء من هذه السنة. وتم بناء آخر كنيسة في البلاد بعد الاستقلال سنة 1957 وهي كنيسة مقرين لسكور وكان الشروع في أشغال بنائها قد بدأ قبل الاستقلال، إلا أنه تم الاستغناء عنها بعد ذلك نظرا لتعرض الكنيسة لسقوط حاد في عدد الكاثوليك نتيجة لمغادرة الكثيرين للبلاد ذلك أنه لم يبق سنة 1959 من الأكثر من 250,000 كاثوليكي سوى حوالي 70,000 فقط، أدى هذا إلى فتح مفاوضات ثنائية بين الكرسي الرسولي والدولة التونسية حول الكنائس المغلقة بالبلاد والتي لاتزال ملكا خاصا لرئاسة أسقفية قرطاج، تم الاقتناع بضرورة فتح هذه المفاوضات عند زيارة الرئيس التونسي الحبيب بورقيبة للفاتيكان ولقائه بالبابا يوحنا الثالث والعشرين يوم 19 يونيو 1959، تم اختيار المنجي سليم بصفته ديبوماسياً تونسياً مبرّزا لبدء المقابلات وذلك يوم 5 يوليو 1959 بالفاتيكان بحضور موريس بيران رئيس أساقفة قرطاج.

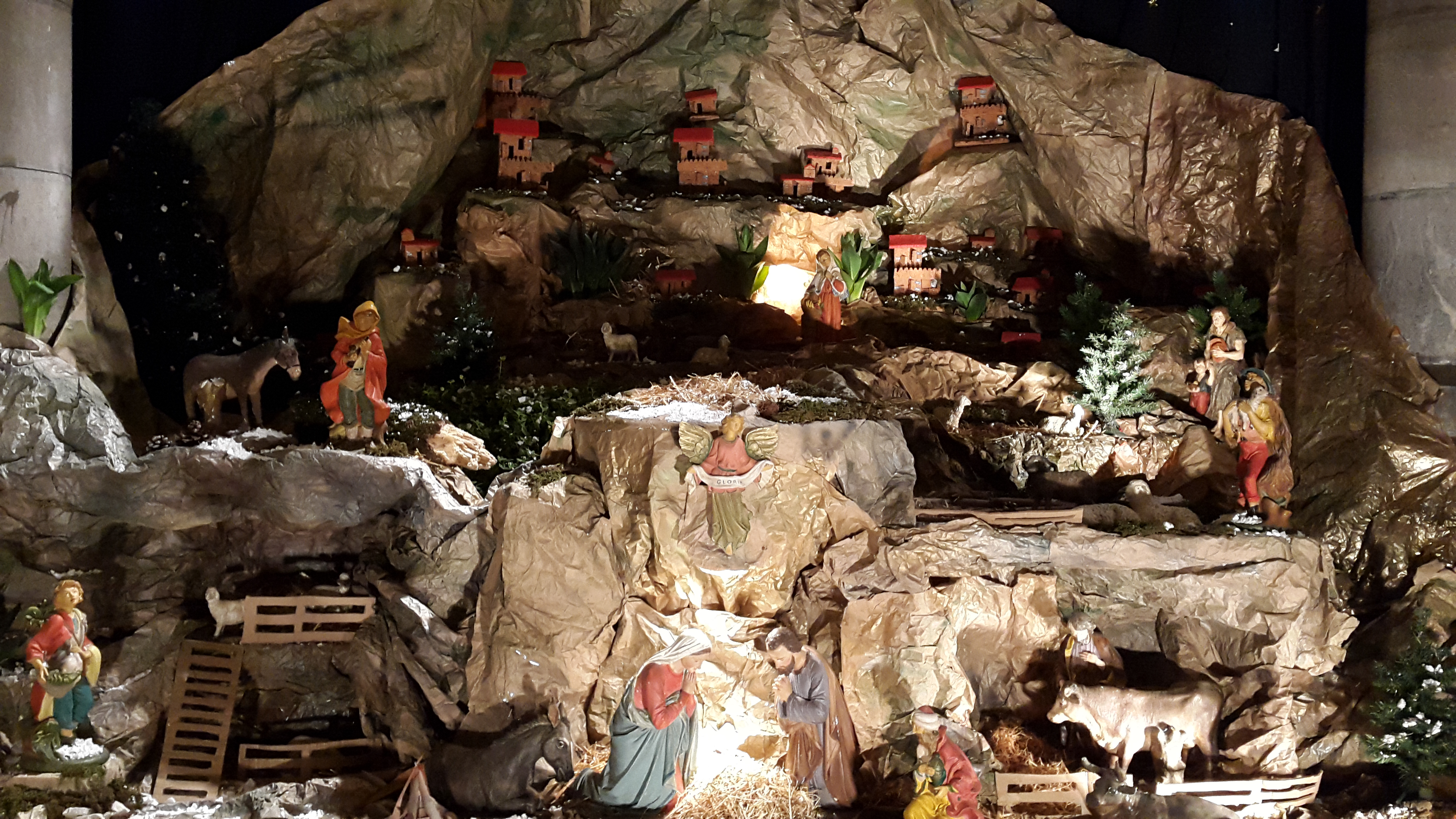
مغارة الميلاد في كاتدرائية القديس فنسون دو بول في تونس العاصمة.

هاجر الغالبيَّة من الكاثوليك عقب استقلال البلاد بسبب حملة بسبب التأميمات التي قام بها الحبيب بورقيبة، حيث كان الحبيب بورقيبة يربط ما بين الوجود المسيحيّ وسنوات الإستعمار ورأى فيه شيئًا من الماضي. بعد الاستقلال عام 1956 سَعت الحكومة التونسيَّة إلى تسوية وضع الكنيسة الكاثوليكية التي كانت تعتبر وقتذاك من أكبر ملاك الأراضي والعقارات في البلاد، فكانت اتفاقية التسوية الوقتية. وفي عام 1964 وقعت اتفافية بين بورقيبة والفاتيكان تحت اسم صيغة تعايش. ونص هذا الإتفاق على نقل أماكن العبادة الكاثوليكية البالغ عددها مائة وسبعة في البلاد للدولة التونسية بشكل مجاني ونهائي، ماعدا أثني عشرة من أماكن العبادة المذكورة في ملحق الإتفاق منها كل من كاتدرائية تونس، وكنيسة القديسة جان دارك بتونس، وكنيسة القديس أوغسطينوس والقديس فيديل بحلق الوادي، وكنيسة قرمبالية، وكنيسة القديس فليكس بسوسة وكنيسة القديس يوسف بجربة. مع «ضمان أنها لن تستخدم إلا لأغراض عامة متوافقة مع طابعها ووجهتها القديمة الخاصة بهم». وقام البابا يوحنا بولس الثاني بتنصيب أوّل أسقف عربيّ (وهو المطران فؤاد طوال، الذي أصبح فيما بعد بطريرك القدس)، واستمرّ هذا الاختيار مع خلفه المطران مارون لحام. في عام 1996 قام البابا يوحنا بولس الثاني بزيارة تونس، وهي ثاني زيارة بابوية لشمال أفريقيا بعد زيارته للمغرب عام 1985، وأقام البابا قداس في تونس ولقاءات مع قادة سياسيين وثقافيين ودينيين توانسة، وأشاد بالتعاون الإسلامي المسيحي القوي في تونس كنموذج للمنطقة. وجاءت زيارته على خلفية قتل قتل الرهبان السبعة في تيبحرين بالجزائر عام 1996.
في 17 ديسمبر من عام 2010 بدأت الثورة التونسية والتي أعقبها تغييرات سياسيَّة واجتماعيَّة في تونس، أشارت التقارير أنه بعد الثورة التونسية إستغل المتطرفون الإسلامويون حرية التعبير الجديدة مصعدين ضغوطاتهم على المسيحيين في تونس عبر تهديدات لفظية وملموسة رافضة لديانتهم. في 18 فبراير من عام 2011 عُثر على جثة كاهن بولندي في الرابعة والثلاثين من العمر يدعى مارك ريبينسكي في مدرسة كاثوليكية في منطقة منوبة جنوب العاصمة تونس، حيث تبين أنه قتل ذبحًا. كما ويمثِّل اعتناق الديانة المسيحية قرارًا له عواقب وخيمة؛ حيث وعلى الرغم من عدم وجود اضطهاد من قبل الدولة، لكن المسيحيين التونسيين يواجهون في حياتهم الخاصة الكثير من الرفض. يذكر أن أعضاء الجمعية المعنية بصياغة الدستور قامت بإجراء اتصالات مع المسيحيين التونسيين من أجل سماع آرائهم في سياسة شؤون الأقليات المستقبلية.

## الطوائف المسيحية

### الكاثوليكية
انظر أيضا: قائمة الكنائس الكاثوليكية في تونس

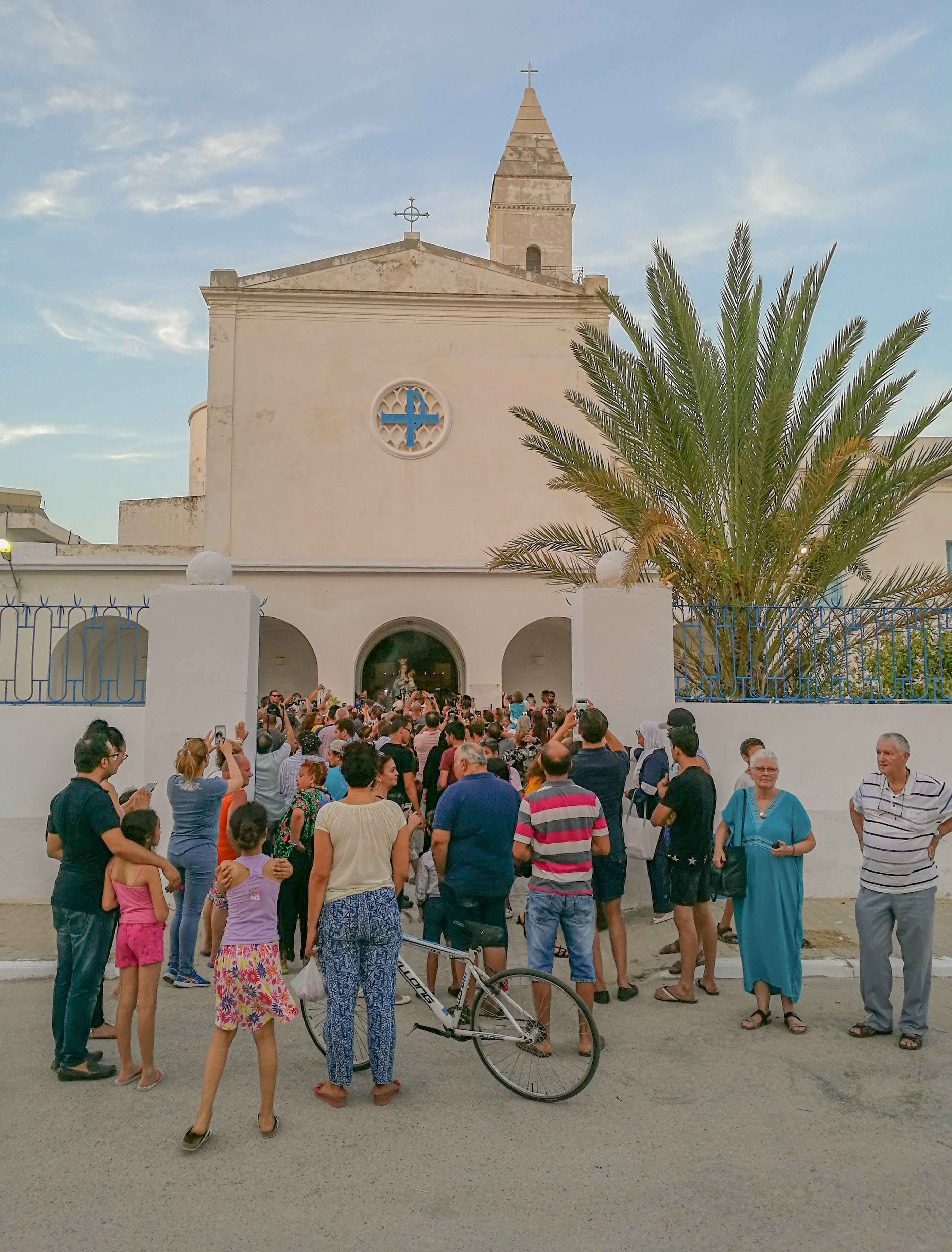
مسيحيون يؤدون الصلوات خلال عيد الإنتقال في كنيسة القديس أوغسطينوس والقديس فيديل بحلق الوادي.

يأتي الرومان الكاثوليك في مقدمة الطوائف المسيحيَّة مع 30,700 مواطن كاثوليكي عام 2017، في حين وفقاً لتقرير صحيفة «لا ستامبا» عام 2015 تصل أعداد الكاثوليك في تونس إلى حوالي 40,000 نسمة، وتشرف عليهم أبرشية تونس والتي يرأسها المطران إيلاريو أنطونيازي، وتشرف هذه الأبرشية على حوالي إثني عشرة مكان عبادة منتشر في جميع أنحاء البلاد، وحوالي عشرين مجمع ديني يتكون من 131 رجل دين وستة وأربعين قس. يقام القداس الإلهي باللغات العربية والإنجليزية والفرنسية وتملك الكنيسة الكاثوليكية إثني عشرة كنيسة وعشرين مدرسة كاثوليكية ومستشفى والعديد من المكتبات والعيادات، بالإضافة إلى الخدمات الدينية فالكنيسة الكاثوليكية تفتح الأدير وتنظم الأنشطة الثقافية بحرية، وتنفذ الأعمال الخيرية في جميع أنحاء البلاد. ويدرس في المدارس الكاثوليكية حوالي 8,000 طالب تونسي مُسلم. ويقع مقر الأبرشي في كاتدرائية القديس فنسون دو بول بتونس، ويدير أبرشية تونس الأسقف إيلاريو أنطونيازي منذ 21 فبراير 2013 خلفاً للمطران مارون لحام. وتضم الكنيسة الكاثوليكية التونسية على حوالي إثني عشرة كنيسة منتشر في جميع أنحاء البلاد، منها كنيستين في تونس العاصمة، وكنيسة في بنزرت، وقرطاج، وحلق الوادي، وجربة، والحمامات، وصفاقس، وسوسة، والمنستير. وتملك أبرشية تونس المكتبة الأسقفية بتونس وهي مختصة في العلوم الدينية، هدفها خدمة حوار الأديان السماوية ومختلف الثقافات.
حتى القرن الخامس عشر عاش في تونس جماعة مسيحيَّة محليّة من الأمازيغ. كانت الجالية المسيحية أكبر بكثير قبل 1949، وحالياً فإنَّ أغلبيَّة الكاثوليك هم من المنحدرين من أصول إيطاليَّة ومالطيَّة وفرنسيَّة ممن استوطنوا تونس إبّان الإستعمار. في عام 1926 وصل أعداد الكاثوليك إلى 105,000 وفي عام 1956 وصلت أعداد الكاثوليك إلى 250,000. وبلغت أعلى نسبة للكاثوليك في تونس عام 1911، حيث شكلوا حوالي 9% من مجمل السكان. وبنت الكنيسة العديد من المدارس الكاثوليكية والمشافي والمؤسسات الترفيهيَّة لخدمة الجاليات الكاثوليكيَّة في البلاد. ولتوفير الدعم الروحي لهذه العائلات المتدينة جدًا، أرسلت السلطات الكنسيَّة عددًا من الكهنة لكل مكان يطلبوهم فيه، حتى المدن العماليَّة التي بنتها الشركات المنجمية كان لها أماكن عبادة تمولها هذه الشركات المستثمرة. لكن مع استقلال تونس انخفضت أعداد الكاثوليك بسبب هجرة الكاثوليك إلى الخارج، بسبب حملة بسبب التأميمات التي قام بها الحبيب بورقيبة، حيث كان الحبيب بورقيبة يربط ما بين الوجود المسيحيّ وسنوات الإستعمار ورأى فيه شيئًا من الماضي. بعد الاستقلال عام 1956 سَعت الحكومة التونسيَّة إلى تسوية وضع الكنيسة الكاثوليكية التي كانت تعتبر وقتذاك من أكبر ملاك الأراضي والعقارات في البلاد، فكانت اتفاقية التسوية الوقتية.
في 17 ديسمبر من عام 2010 بدأت الثورة التونسية والتي أعقبها تغييرات سياسيَّة واجتماعيَّة في تونس، أشارت التقارير أنه بعد الثورة التونسية إستغل المتطرفون الإسلامويون حرية التعبير الجديدة مصعدين ضغوطاتهم على المسيحيين في تونس عبر تهديدات لفظية وملموسة رافضة لديانتهم. في 18 فبراير من عام 2011 عُثر على جثة كاهن بولندي كاثوليكي في الرابعة والثلاثين من العمر يدعى مارك ريبينسكي في مدرسة كاثوليكية في منطقة منوبة جنوب العاصمة تونس، حيث تبين أنه قتل ذبحًا.

### البروتستانتية

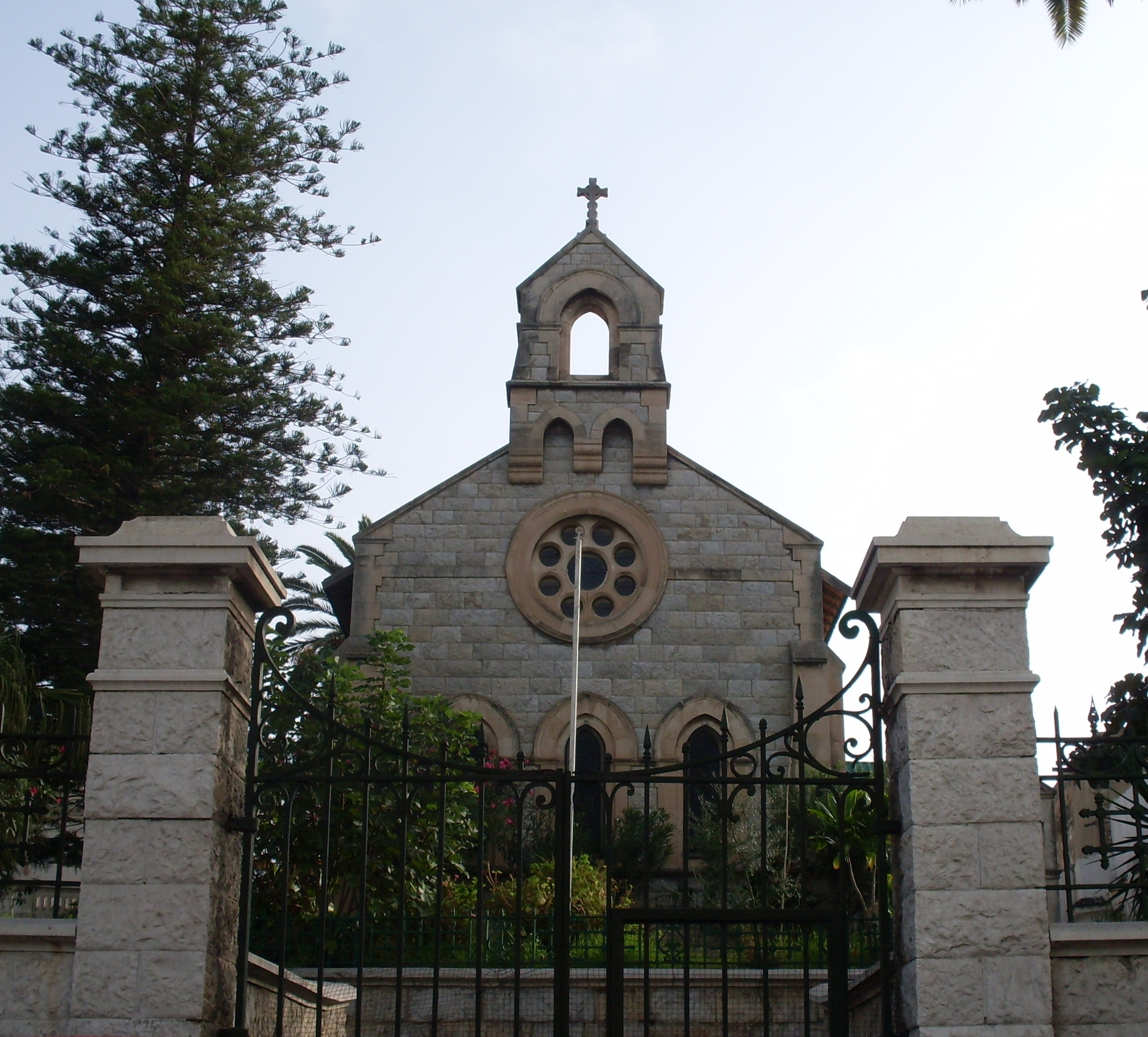
كنيسة القديس جورج الأنجليكانية بتونس.

وفقًا لزعماء الكنائس البروتستانتية هناك 2,000 بروتستانتي في تونس أغلبهم مواطنين مسلمين تحولوا إلى المسيحية، كما وأشار مكتب الديمقراطية وحقوق الإنسان والعمل للولايات المتحدة إلى وجود الآف التوانسة تحولوا إلى المسيحية. في الآونة الأخيرة بدأ نمو ملحوظ للمسيحية إذ تشير مكتب الديمقراطية وحقوق الإنسان والعمل للولايات المتحدة إلى وجود الآلاف التوانسة تحولوا من الإسلام إلى المسيحية. وقدرّت كتاب حقائق وكالة الاستخبارات الأميركية عن العالم عام 2018 أعداد التوانسة المواطنين المسيحيين بحوالي 7,000 شخص، ويُقدر التعداد الإجمالي للمسيحيين البروتستانت من التوانسة والأجانب معاً بحوالي 10,000 شخص بحسب مركز بيو للأبحاث. ويُعد استخدام الدارجة التونسيَّة بداية مهمة بترجمة العهد الجديد في عام 1903.
في عام 2018 أفاد أعضاء من الطائفة المسيحية أن الحكومة سمحت للكنائس بالعمل بحرية وتوفير الأمن لخدماتها. كما وأفاد المواطنين المسيحيين، أن الحكومة لم تعترف بشكل كامل بحقوقهم، خاصةً فيما يتعلق بإنشاء كيان قانوني أو جمعية تمنحهم القدرة على تأسيس كنيسة ناطقة باللغة العربية أو مقبرة للمواطنين المسيحيين. وهناك مقابر مسيحية موجودة للأعضاء الأجانب في المجتمع المسيحي؛ لكن المواطنين المسيحيين مع ذلك، يحتاجون إذن من الحكومة للدفن في مقبرة مسيحية.
وبحسب تقرير حقوقي من عام 2018 أبلغ بعض المتحولين إلى المسيحية عن رفض قوي من جانب الأسرة والمجتمع لهم، وبحسب ما ورد تعرض بعضهم للضرب وأجبروا على مغادرة منازلهم بسبب معتقداتهم. وقال بعض أفراد الجالية المسيحية أن المواطنين الذين حضروا قداس الكنيسة واجهوا ضغوطًا من أفراد الأسرة وغيرهم من سكان الحي الذي يقيمون فيه حتى لا يحضروا. وبحسب التقرير قال المسيحيين الذين تحولوا إلى المسيحية من الإسلام أنَّ تهديدات أفراد أسرهم وغيرهم تعكس ضغط المجتمع على الأشخاص الذين يتركون الديانة الإسلامية.

### الطوائف المسيحية الأخرى

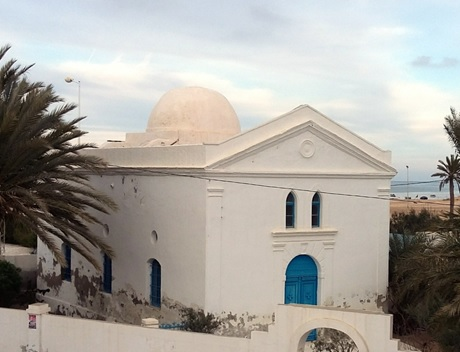
كنيسة القديس نقولا اليونانيَّة الأرثوذكسيَّة في حومة السوق.

بتبع الروم الأرثوذكس في تونس إداريًا مطرانية قرطاج للروم الأرثوذكس والتي لها سلطة كنسية على الأرثوذكس القاطنين في تونس والجزائر والمغرب وموريتانيا وهي تابعة لبطريركية الإسكندرية وسائر إفريقيا للروم الأرثوذكس، أتباعها هم بالأساس من اليونانيين المقيمين بتونس بالإضافة إلى لبنانيين من الروم الأرثوذكس ومهاجرين من سوريا والعراق، وبضعة عائلات مسيحية تونسية-أجنبية نتيجة للزواج المختلط. الكنيسة الأرثوذكسية الروسية لديها ما يقرب من 100 عضو وتدير الكنيسة الأرثوذكسية الروسية بتونس وكنيسة القديس ألكسندر نيفيسكي ببنزرت. وتملك الكنيسة اليونانية الأرثوذكسية ثلاثة كنائس في تونس العاصمة (كنيسة القديس جورج الأرثوذكسية بتونس)، وسوسة، وجربة.
تحتفظ الكنيسة البروتستانتية في فرنسا بكنيسة تابعة لها في تونس، مع تجمع من 140 عضوًا أغلبهم من أصول فرنسيَّة في المقام الأول. وتملك الكنيسة الأنجليكانية كنيسة القديس جورج الأنجليكانية بتونس مع أعضاء يقدرون بعدة مئات وهم من الأجانب في الغالب. هناك أيضًا 50 عضو يتبع كنيسة الأدفنتست. وهناك أيضًا 50 عضوًا من شهود يهوه، حوالي النصف منهم من المقيمين الأجانب والنصف الآخر من المواطنين التوانسة. وفي بعض الأحيان، تعقد الجماعات الدينية الكاثوليكية والبروتستانتية الخدمات الدينية في مساكن خاصة أو مواقع أخرى. وبحسب مركز بيو للأبحاث يوجد حوالي 1,000 مسيحي ينتمون إلى طوائف أخرى غير الكاثوليك والأرثوذكس والبروتستانت.

## الإحصائيات

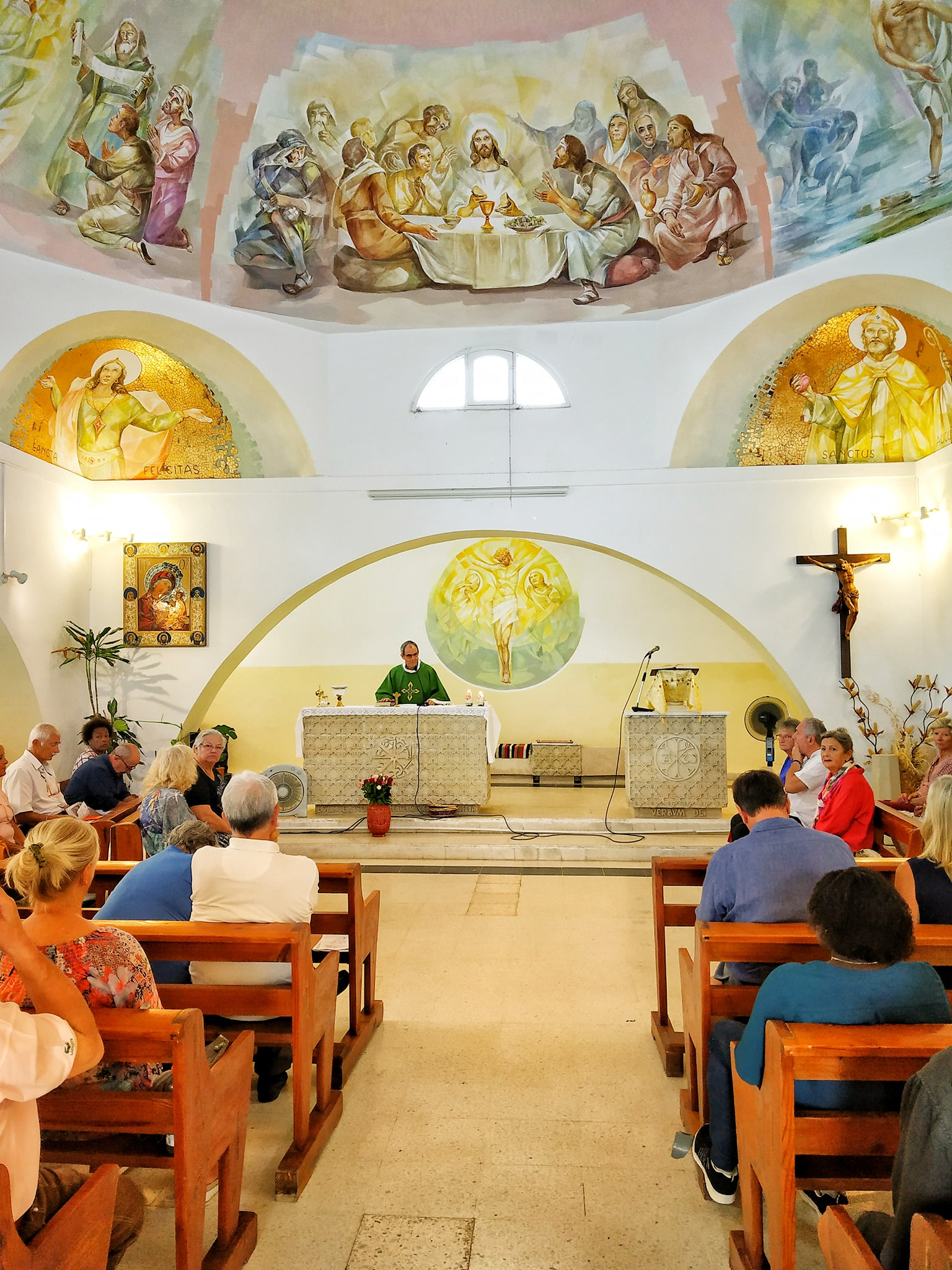
مسيحيون يؤدون الصلوات في كنيسة أنطوان نيروت بمدينة الحمامات.

وفقاً لتقرير صحيفة «لا ستامبا» عام 2015 تصل أعداد الكاثوليك في تونس إلى حوالي 40,000 نسمة، في حين تنفرد الكنيسة الكاثوليكية بتونس (رئاسة أسقفية تونس) بحوالي 30,700 مؤمن وذلك حسب الإحصائيات الكنسية الصادرة في الدليل الحبري لسنة 2017 والصادرة في سنة 2018، أي 61% من إجمالي تعداد المسيحيين بالبلاد وهم من التونسيين والأجانب، أما الحاملين للجنسية التونسية فهم من الإيطاليين التونسيين والفرنسيين التونسيين والمالطيين التونسيين إضافة إلى التونسيين الأصليين ويتجاوز إجمالي تعدادهم 17,000 نسمة أي حوالي 56% من الكاثوليك، وقد بلغ عدد التونسيين الإيطاليين سنة 2003 حوالي 3,000 نسمة من بينهم 900 تعود جذورهم إلى ما قبل مجيء الحماية الفرنسية، ويتحدث معظم التونسيين الإيطاليين بالدارجة التونسيَّة والفرنسيَّة واللغة الإيطالية بلهجاتها المتعددة، في حين أن المستوطنين القدامى يتحدثون بالدارجة التونسيَّة والفرنسيَّة فقط. وفي سنة 2015 بلغ عدد التونسيين الفرنسيين الكاثوليك حوالي 13,870 نسمة إلا أن نسبة التردد على الكنائس عند الفرنسيين الكاثوليك لا تتجاوز 5% ليكون بذلك عدد التونسيين الفرنسيين الذين يرتادون الكنائس الكاثوليكية بتونس حوالي 700 فقط.
خلال القرن التاسع عشر ضمت تونس على جالية إيطالية كاثوليكية كبيرة، في تعداد عام 1946، كان عدد الإيطاليين التوانسة حوالي 84,935 نسمة، ولكن في عام 1959 (بعد 3 سنوات من مغادرة العديد من المستوطنين الإيطاليين إلى إيطاليا أو فرنسا بعد الاستقلال عن فرنسا) كان هناك 51,702 نسمة من الإيطاليين التوانسة، وفي عام 1969 كان هناك أقل من 10,000 نسمة. اعتباراً من عام 2005، كان هناك 900 شخص من الإيطاليين التوانسة الذين يحملون الجنسية التونسية وجلهم من أتباع الكنيسة الرومانية الكاثوليكية، والذين تركزوا بشكل رئيسي في منطقة العاصمة تونس. إلى جانب 3,000 إيطالي آخر، وفقا للسفارة الإيطالية في تونس، وهم «مؤقتون» يعملون كمحترفين وفنيين لشركات إيطالية في مناطق مختلفة من تونس. تراث الإيطاليين في تونس واسع النطاق، وينتقل من بناء الطرق والمباني إلى الأدب والاحتفالات وفن الطهو حيث أن العديد من الأطباق التونسية متأثرة بشدة بفن الطهو الصقلي. وتُعتبر كنيسة القديس أوغسطينوس والقديس فيديل بحلق الوادي من الآثار الكاثوليكية الإيطالية البارزة في تونس، ويعتبر موكب خرجة المادونا بحلق الوادي من الأثار الثقافية والاجتماعية والدينية التي تركها الإيطاليين التوانسة.
يبلغ تعداد التونسيين البروتستانت 7,000 نسمة بحسب تقرير وزارة الخارجية الأمريكية عن الحرية الدينية في تونس لسنة 2018 أي 41% من إجمالي تعداد البروتستانت بالبلاد إلا أن قساوسة الكنائس البروتستانتية يأكدون أن تعداد المسيحيين البروتستانت التونسيين يتجاوز ذلك كثيرًا ليصل إلى حدود 12,000 أي 55% من البروتستانت المقيمين في البلاد. وينتمي هؤلاء إلى عدة كنائس بروتستانتية وهي: الأنجليكانية والميثودية والإصلاحية والمشيخية والمعمدانية، إضافة إلى العديد من الكنائس الكاريزماتية أغلبها خمسينية، وتنتمي كل هذه الكنائس للحركة الإنجيلية التبشيرية باستثناء الأنجليكانية ولذلك تسمّى كنائس إنجيلية.
تضم تونس على جالية يونانية أرثوذكسية صغيرة العدد، تتمركز في صفاقس وحومة السوق وتونس العاصمة، وعلى الرغم من صغر عددها حالياً، الأ أنه خلال القرن التاسع عشر ازدهرت هذه الجالية اقتصادياً وتجارياً. على الرغم من أن الوجود اليوناني في تونس يعود إلى منتصف القرن السادس عشر، عندما استقر التجار والعبيد السابقون في ميناء تونس، لم يستقر اليونانيون الأرثوذكس في صفاقس وحومة السوق إلا في النصف الأخير من القرن التاسع عشر. أثرت التغيرات السياسية في شرق البحر الأبيض المتوسط والاضطرابات الاقتصادية في السوق الدولية، ولا سيما بين عامي 1890 و1930، بشكل كبير على اقتصاد صفاقس وهويتها الثقافية. مع زيادة الطلب على الإسفنج، استقر عدد كبير من اليونانيين في صفاقس وجزيرة جربة. وقد بنت الجالية اليونانية كنيسة أرثوذكسية في صفاقس وفي حومة السوق، بالإضافة إلى كنيسة القديس جورج الأرثوذكسية بتونس العاصمة.

## الثقافة

### الموروث الحضاري

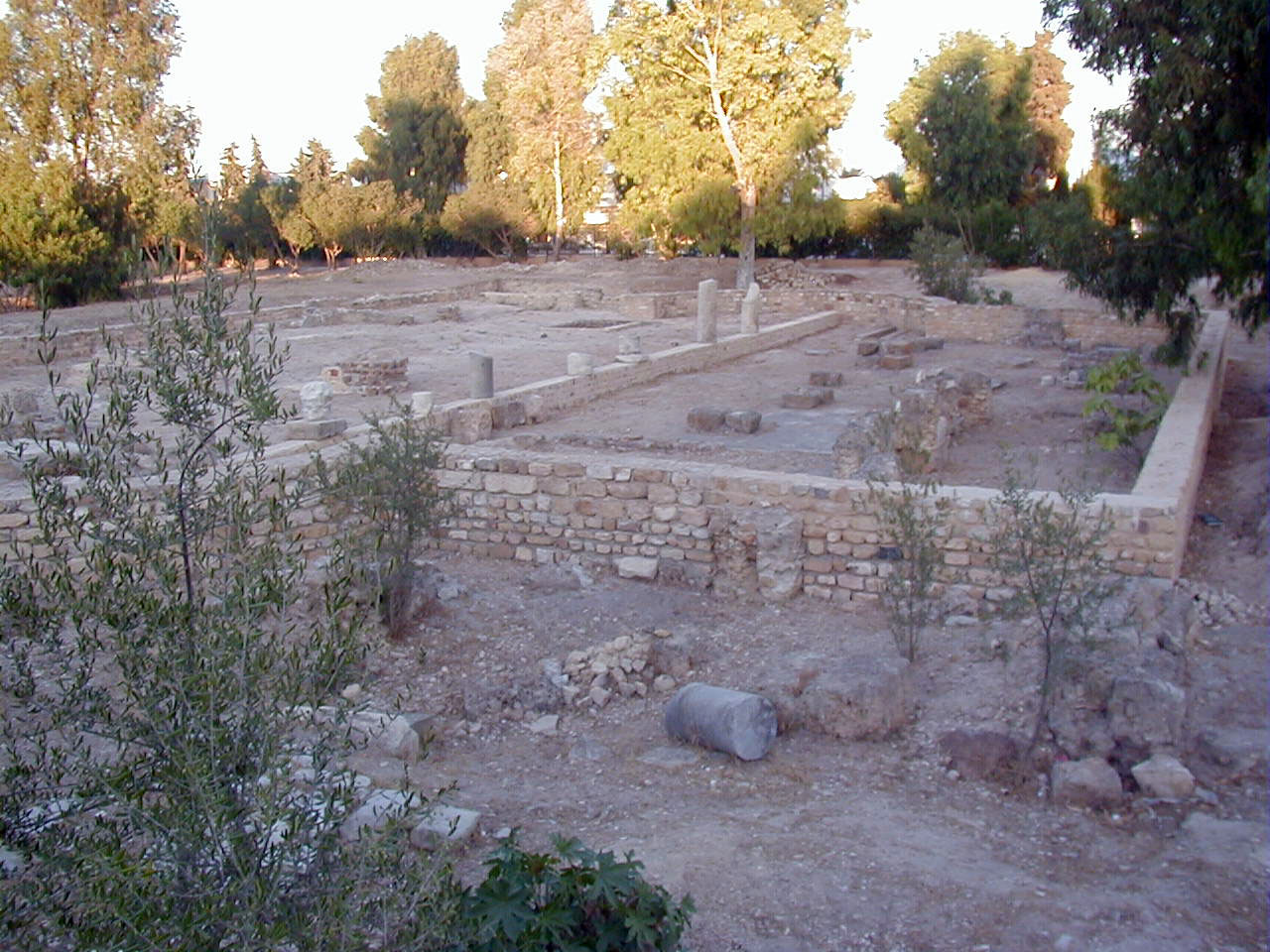
الحي المسيحي المبكر في قرطاج القديمة.

تُمثل المسيحية في تونس جزءاً من فسيفساء الثقافة المتنوعة في البلاد؛ حيث يوجد هناك أقدم الآثار المسيحية إضافة إلى الليتورجيا والتراتيل التي انتشرت منذ القرن الثاني الميلادي في جميع أنحاء البلاد. وللمسيحيَّة تاريخٌ طويل وحافل في قرطاج القديمة، وهي منتشرة بطُقسها الروماني، وخرج منها الكثير من الفلسفات والنصوص الليتورجية وآباء الكنيسة والشهداء والقديسين فضلًا عن الملافنة. وكانت قرطاج القديمة واحدة من مراكز المسيحية المبكرة، وواحدة من مدن العالم القديم التي لعبت دوراً رئيسياً في الحضارة المسيحية المبكرة، وكانت أهم مركز للمسيحية في إفريقيا الرومانية بأكملها. تُظهر واحدة من أوائل الوثائق التي تسمح لنا فهم تاريخية المسيحية في شمال أفريقيا والتي تعود إلى العام 180 ميلادي: أعمال شهداء قرطاج. وهو يسجل حضور عشرات من المسيحيين الأمازيغ في قرية من مقاطعة أفريكا أمام الوالي. بدأ تنظيم الكنيسة الإفريقيَّة في مُنتصف القرن الثالث الميلاديّ على يد القدِّيس قبريانوس القرطاجي، وهو من أصول أمازيغية، وانتشرت المسيحيَّة بين كثيرٍ من أهالي البلاد. أدى خطابه اللاتيني الماهر إلى اعتباره الكاتب اللاتيني البارز للأدب المسيحي الغربي حتى جيروم وأوغسطين.
منذ القرن الثاني الميلاديّ لعبت رئاسة أسقفية قرطاج دوراً هاماً في تشكيل الفقه والتشريع واللاهوت والفلسفة والقوانين الكنسية، وهكذا كانت رئاسة أسقفية قرطاج بالنسبة للكنيسة الأفريقية المبكرة مثل كنيسة روما بالنسبة للكنيسة الكاثوليكية في إيطاليا. واستخدمت الأبرشية الطقوس الأفريقية، وهو نوع من الطقوس الليتورجية الغربية باللغة اللاتينية. أنجبت رئاسة أسقفية قرطاج شخصيات لعبت دوراً هاماً في تشكيل ملامح المسيحية الغربية وتشمل قائمة هذه الشخصيات كل من القديس بيربيتوا وفيليسيتاس ورفاقهم (203) وترتليان (حوالي 155-240) وقبريانوس القرطاجي (200-258) وكيسيليانوس (توفي عام 311) والقديس أوريليوس (توفي عام 429) وأوجينيوس من قرطاج (توفي عام 505). يُعتبر كل من ترتليان وقبريانوس القرطاجي آباء للكنيسة اللاتينية. كان ترتليان، وهو عالم لاهوت من أصل أمازيغي، فعالاً في تطوير اللاهوت الثالوثي، وكان أول من طبق اللغة اللاتينية على نطاق واسع في كتاباته اللاهوتية. على هذا النحو، يُطلق على ترتليان لقب «أبو المسيحية اللاتينية» و«مؤسس اللاهوت الغربي». وظلّت قرطاج مركزًا مهمًا للمسيحية، حيث استضافت العديد من مجامع قرطاج الكنسيَّة.
في القرن السادس، أثرت الخلافات المضطربة في التعاليم على الأبرشية: وأنبثقت منها عدد من الحركات مثل الدوناتية والآريوسية والبيلاجيانية. أنشأ بعض المؤيدين التسلسلات الهرمية الموازية الخاصة بهم. سقطت مدينة قرطاج في يد الفتح الإسلامي للمغرب في معركة قرطاج عام 698. بقي الكرسي الأسقفي ولكن المسيحية وتأثيرها الحضاري والاجتماعي والسياسي في المنطقة تراجع تحت تأثير حملات الاضطهاد. تم توثيق آخر أسقف مقيم، سيرياكوس من قرطاج، عام 1076. في عام 1518، أعيد إحياء أبرشية قرطاج ككرسي كاثوليكي. تم ترميمه لفترة وجيزة كموقع أسقفي سكني بين عام 1884 وعام 1964، وبعد ذلك تم استبداله لاحقاً من قبل رئاسة أسقفية تونس. أدّت الهجرة الإيطالية (خصوصاً من صقلية) والمالطية في القرن التاسع عشر والقرن العشرين إلى تونس إلى تعزيز الوجود الكاثوليكي في البلاد على كافة المستويات، ولا تزال المعالم المعمارية الكاثوليكية في تونس العاصمة وحلق الوادي وجزيرة جربة وصفاقس وقرطاج ظاهرة للعيان. تؤدي الأقليّة المسيحية في تونس دوراً نشيطاً في قطاعات مختلفة تعليمية واجتماعية واقتصادية وذلك لأسباب تاريخية وثقافية.

### خرجة المادونا

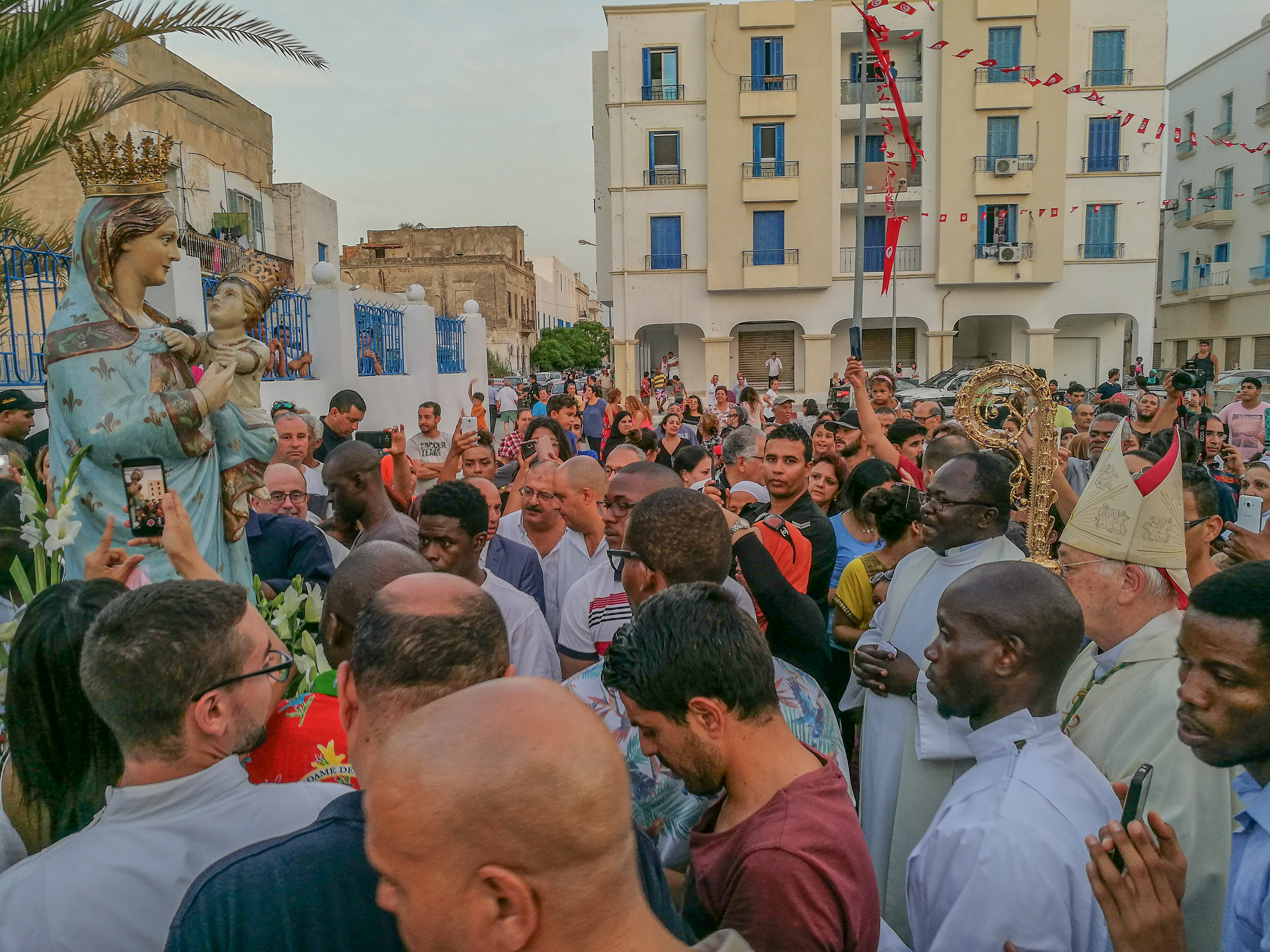
احتفالات خرجة المادونا خلال عيد الانتقال في كنيسة القديس أوغسطينوس والقديس فيديل بحلق الوادي.

موكب سيدة تراباني هو مهرجان تقليدي تحتفل به الجاليات المسيحية التونسية في 15 أغسطس من كل عام في كنيسة القديس أوغسطينوس والقديس فيديل بحلق الوادي في تونس. في جميع أنحاء العالم، وعلى مدى قرون، احتفل المسيحيون بمواكب دينية سنويًا في 15 أغسطس، وهو تاريخ احتفال ذكرى انتقال العذراء. وهو استعراض يتم للإعلان عن نهاية الموسم الصيفي. وكان التّقليد خاصًا بالمهاجرين الصِقِليين الذين استقدمُوه إلى تونس من مدينة تراباني الإيطالية عام 1853، حيث جلبوا مادونا وهي تمثال لمريم العذراء، ووُضع في كنيسة القديس أوغسطينوس والقديس فيديل بحلق الوادي ليُخْرَجَ في منتصف أغسطس في استعراض إلى البحر كدلالة على انتهاء موسم الصيف والسباحة ومباركة الرحلات البحرية للجاليات الأوروبية من تونس.
في الثقافة الشعبية الإيطالية، تعتبر سيدة تراباني حامية وراعية مدينة تراباني الإيطالية في جزيرة صقلية، وتم تكريمها من قبل المجتمع الإيطالي والصقلي في حلق الوادي منذ وصولهم إلى المنطقة في القرن السادس عشر. في عام 1848 تم بناء كنيسة بعد أن تبرع أحمد باي بن مصطفى بأرض لبناء كنيسة فيها، وتم تخصيص المبنى في البداية للقديس فيديل على اسم النائب الرسولي لتونس من عام 1844 إلى عام 1881. ومع ذلك، وبالنظر إلى تنوع أصول المجتمع المسيحي المحلي، تم تقسيم المساحة وتم تخصيص كل من المصليات الثلاث لمريم العذراء: سيدة لورد وسيدة جبل الكرمل وسيدة تراباني للفرنسيين والمالطيين والإيطاليين على التوالي.
بحسب أرشيفات الكنيسة الكاثوليكية، فقد بلغت ذروة الاحتفال عام 1909. وكان الموكب تبدأ بخروج تمثال المادونا من الكنيسة على أكتاف المؤمنين، والذين يجولون فيها شوارع حلق الوادي، متوجهين إلى تونس العاصمة، مصحوبة بفرق موسيقية. واعتاد بعض الناس على متابعة هذا الموكب حافي القدمين لتحقيق أمنية، والذين يجوبون أرجاء المدينة وصولًا إلى البحر كما جرت العادة. وبالإضافة إلى المسيحيين، شارك كل من المسلمين واليهود في تونس في الموكب. وإلى جانب موكب حلق الوادي نظمت الجاليات الإيطالية مواكب كاثوليكية في 15 أغسطس في تونس العاصمة وحمام الأنف وصفاقس وطبرقة وغيرها من المدن والقرى التونسية التي كان يُقيم بها المهاجرون القادمون من جزيرة صقلية أو جنوة أو نابولي خلال الاستعمار الفرنسي، وانضم إلى هذه الاحتفالات أفراد من الجاليات المسيحية الأخرى من مالطيين وفرنسيين ويونانيين.
كان يتم الاحتفال بتقليد «خرجة المادونا» خلال فترة الاستعمار الفرنسي، لكن بعد استقلال البلاد ومغادرة أعداد كبيرة من سكان حلق الوادي ذوي الأصول الإيطالية والفرنسية غاب تقليد «خرجة المادونا» في تونس لفترةٍ طويلة (من عام 1963 إلى عام 2016)، ليعود في عام 2017 بانخراط أجانبٍ من فرنسا ومالطا وتونسيين وأفارقة من سكان حلق الوادي. ويعتبر هذا الحدث السنوي، فرصةً لترسيخ تقاليد سكان مدينة حلق الوادي السّياحية كمدينة للتعايش والتّسامح بين أبناء الدّيانات السّماوية الثّلاث من قاطنيها. وتم تمثيل موكب خرجة المادونا في المشهد الأخير من فيلم صيف حلق الوادي للمخرج التونسي فريد بوغدير.

## العلاقة مع الأديان الأخرى

### العلاقة مع المسلمين

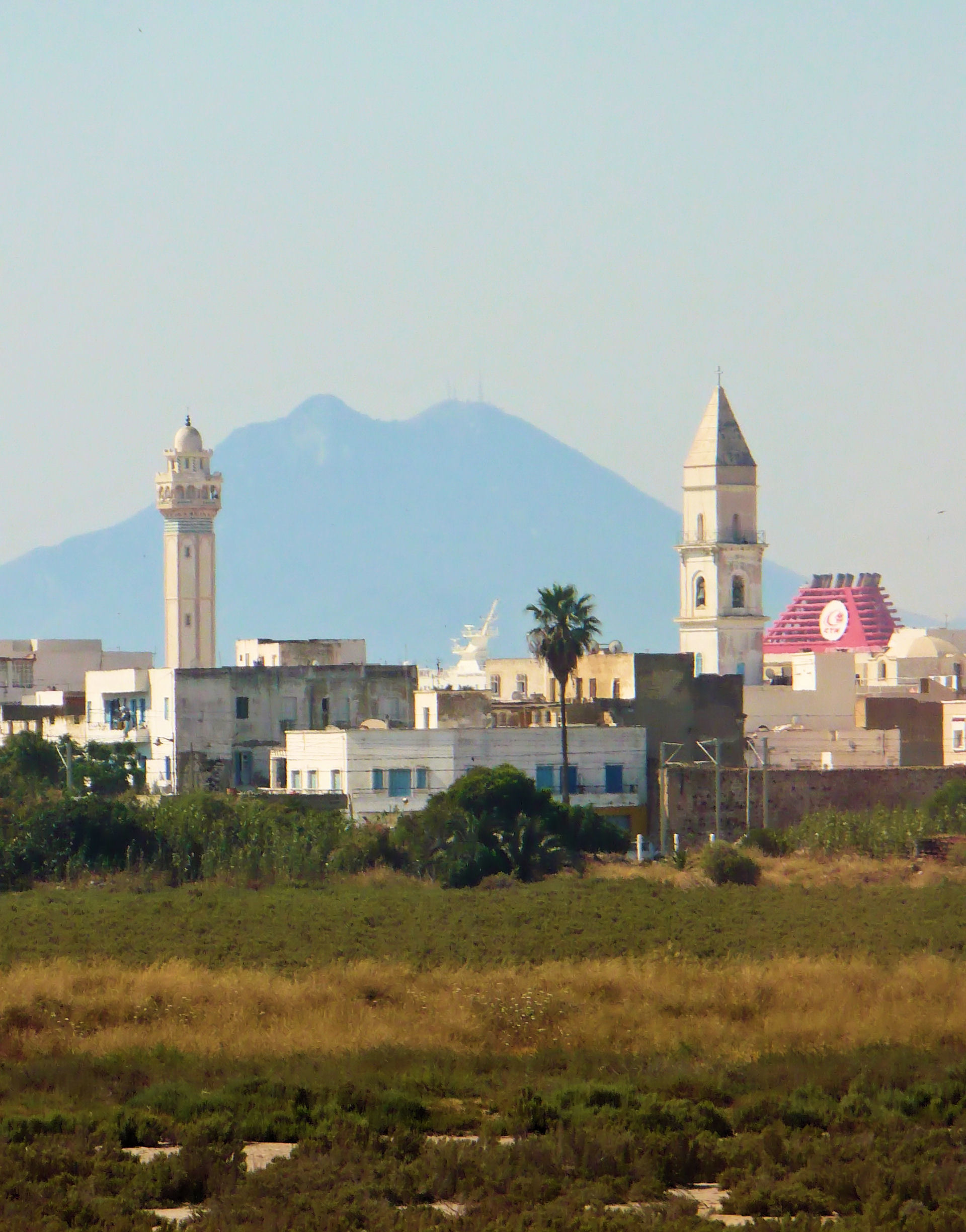
كنيسة القديس أوغسطينوس والقديس فيديل تُجاور مسجد أبو بكر الصديق في حلق الوادي.

خلال عصر الدولة الحفصية اندثرت أسقفية قرطاج مع نهاية القرن الثاني عشر أو في بداية القرن الثالث عشر، نتيجة لارتفاع ضريبة الجزية التي كانت تُثقل كاهل أهل الذمة، وعدم استقلالها عن روما مما عرضها لضغوطات اجتماعية وسياسيَّة خاصةً زمن الحروب الصليبية، وحملات الإضطهاد والأسلمة القسريَّة في بعض الفترات. وصمدت أسقفية نفزاوة إلى بداية القرن الخامس عشر، حيث كان آخر ذكر لها سنة 1406 من قبل ابن خلدون في كتابه العبر وديوان المبتدأ والخبر. على الرغم من ذلك سمح الحكام الحفصيين بقدوم التجار الأوربيين إلى البلاد خاصةً إلى المدن الساحلية مع عائلاتهم وذويهم، والذين أقاموا في تونس وبنزرت وسوسة وصفاقس، وكان التجار والقناصلة يعيشون مع عائلتهم في الفنادق وهي مجمّع سكني مخصص للأجانب في كل مدينة وكل أمة كانت لها فندقها دون اختلاط وكان في كل فندق مصلى كنسي به يرعاه كاهن مرسل من البلد الأم لخدمة مسيحيي الفندق فقط دون غيرهم، وقد خُصص في مدينة تونس حي كامل لهذه الفنادق دُعي بـ«حي النصارى» وهو الذي يعرف اليوم بشارع الحبيب بورقيبة، وكان القناصلة من جميع الجنسيات: بندقيون، ومرسيليون، وجنويون، وبيزيون، وصيقليون، وأرغونيون، وكتلونيون، وميورقيون، والفرنسيون. وقد أبرمت معاهدات لضمان الأمن والسلام والحرية الدينية لهؤلاء التجار ولعائلاتهم لعل أشهرها: المعاهدة التي أبرمت بين تونس وجمهورية البندقية عام 1371 والمعاهدة المبرمة بين تونس وجمهورية بيزا عام 1379.
خلال حكم البايات المُراديون لتونس، ظلّت الجماعة القديمة من المسيحيين في مدينة توزر صامدة حتى القرن الثامن عشر. خلال حكم البايات الحسينيين في القرن التاسع عشر شهدت البلاد عودة ظهور طائفة مسيحية محلية لكنها من أصول أجنبية، أي أبناء وأحفاد الجاليات الأجنبية الذين ولدوا في تونس وكانوا من أصول إيطاليَّة ومالطيَّة ولعل أبز الشخصيات من هذه الفئة الاجتماعية جوزيف رافو وزير الخارجية لدى المملكة التونسية زمن المشير أحمد باي الأول، وكثرت هذه الفئة في البلاد، وسمح الحسينيين لهم ببناء الكنائس. وسيراً على نفس السياسة التي نهجتها الإيالة التونسية من تسامح مع غير المسلمين أصدر محمد باشا باي خليفة المشير أحمد باي وثيقة عهد الأمان يوم 8 سبتمبر 1857 والتي أكد في القاعدة الأولى منه على «الأمان لسائر الرعية وسكان الإيالة على اختلاف الأديان والألسنة والألوان» وفي القاعدة الثالثة منه على «التسوية بين المسلم وغيره من سكّان الإيالة في استحقاق الإنصاف» مما ساهم بدوره في تحسن أوضاع الأقليات المسيحية في البلاد. في هذه الفترة التي سبقت مجيء الحماية الفرنسية تحول بعض السكان المحليين المسلمين إلى المذهب الكاثوليكي، وأول اسم تم تسجيله في أرشيفات شهائد المعمودية بالكنيسة هو عزّوز بن حسّونة بن سليمان الزّواري من مواليد الحاضرة تونس عام 1796. خلال الحماية الفرنسية في تونس تعايشت الجاليات المسيحية في تناغم مع المسلمين واليهود، خصوصاً في حلق الوادي وجزيرة جربة. وقدّرت أعداد المسيحيين في تونس بحوالي 250,000 نسمة غداة الاستقلال بعد 20 مارس 1956؛ الأ أنه عقب استقلال تونس هاجرت أعداد كبيرة من مسيحيين واليهود المنطقة بسبب سياسة التأميمات التي تعرضوا لها.
بحسب مسح لمركز بيو للأبحاث نُشر عام 2013 حوالي 10% من المسلمين التوانسة يقولون إنهم يعرفون بعضًا أو كثيرًا عن المعتقدات المسيحية، ويقول حوالي 44% من المسلمين التوانسة أنَّ المسيحية تختلف كثيراً عن الإسلام، بالمقارنة مع 31% منهم يقولون أنَّ للمسيحية الكثير من القواسم المشتركة مع الإسلام. وترتفع نسبة من يقولون أنَّ للمسيحية الكثير من القواسم المشتركة مع الإسلام (68%) بين المسلمين التوانسة الذين يقولون إنهم يعرفون بعضًا أو كثيرًا عن المعتقدات المسيحية، بالمقارنة مع المسلمين التوانسة الذين يقولون إنهم يعرفون القليل أو من لا يعلمون شيئاً عن المعتقدات المسيحية (33%). ويقول حوالي 13% من المسلمين التوانسة أنهم سيكونون مرتاحين بحالة زواج ابنتهم من مسيحي، بالمقارنة مع 30% بحالة زواج ابنهم من مسيحيَّة. عموماً العلاقات بين المسلمين والمسيحيين في تونس جيدة وهناك تعايش سلمي، وينتشر المسيحيون التوانسة في جميع أنحاء تونس، وتملك الكنيسة الكاثوليكية عشرين مدرسة كاثوليكية يدرس فيها أكثر من 5,500 طالب، معظمهم من المسلمين. ويشارك بعض المسلمين التوانسة في احنفالات المسيحيين مثل عيد الميلاد وجميع القديسين.

### العلاقة مع اليهود

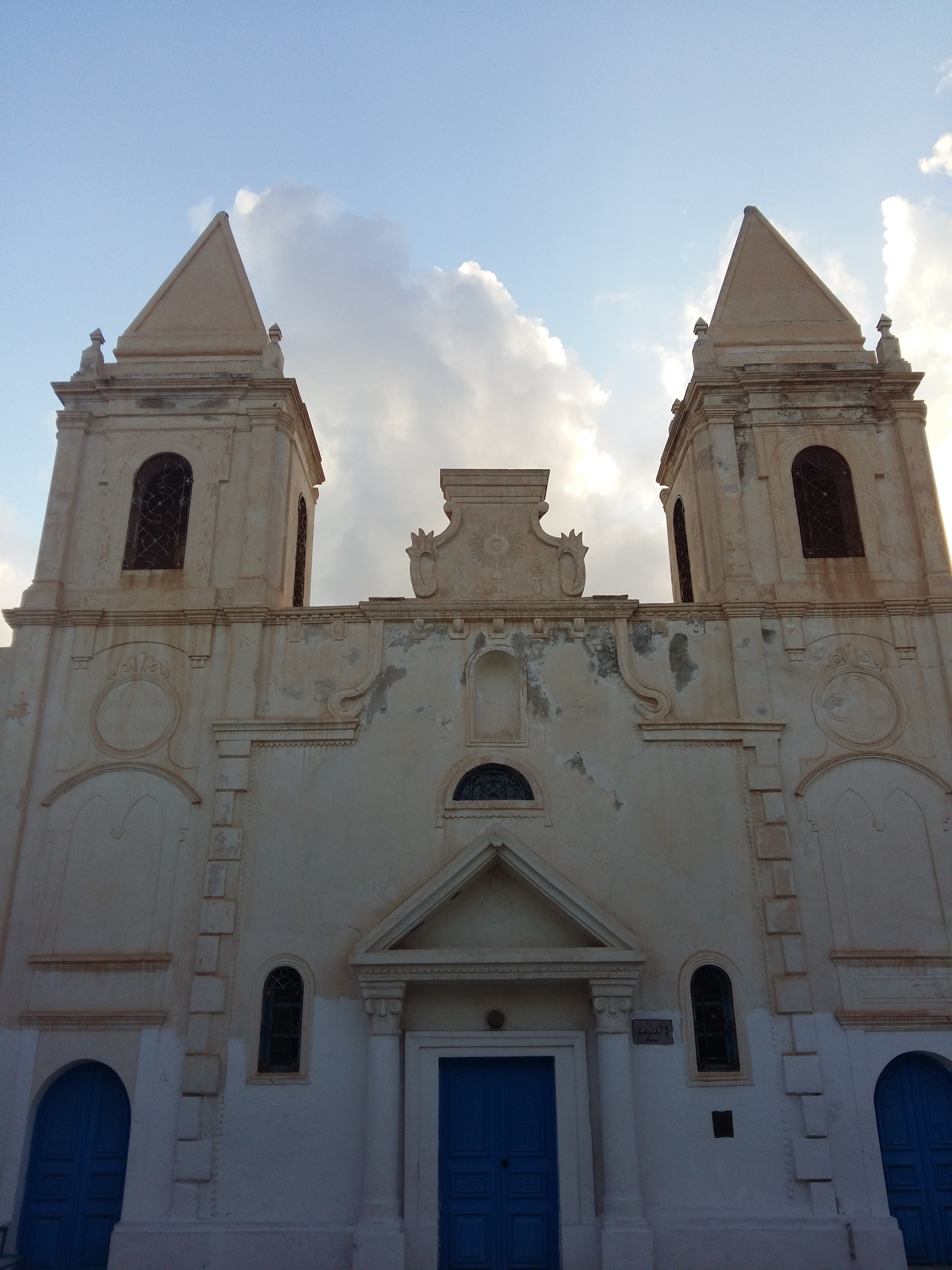
كنيسة في جربة: اتسمت العلاقات بين المسيحيون واليهود والمسلمون في جربة بالتعايش السلمي.

تعود الوثائق الأولى التي تشهد على وجود اليهود في تونس إلى القرن الثاني. يصف ترتليان وجود لمجتمعات يهودية إلى جانب اليهود الوثنيون من أصل بونيقي وروماني وأمازيغي، والمسيحيون؛ كما أدَّى نجاح التبشير اليهودي إلى اتخاذ السلطات الوثنية إجراءات قانونية ضد اليهود، وكتب ترتليان كتيبًا ضد اليهودية في نفس الوقت. وفقًا لأوغسطينوس، تميزًّ اليهود عن بقية السكان المسيحيين وغيرهم من خلال عادات الختان والكشروت ومراعاة يوم السبت والملبس. على المستوى الفكري، كرّسوا أنفسهم للترجمة للعملاء المسيحيين ودراسة القانون، كان العديد من الحاخامات في الأصل من قرطاج. من وجهة نظر اقتصادية، عمل اليهود في الزراعة والثروة الحيوانية والتجارة. تم تعديل وضعهم بعد مرسوم ميلانو عام 313، فتم استبعاد اليهود تدريجياً من معظم الوظائف العامة وتم حظر بناء المعابد اليهودية الجديدة في نهاية القرن الرابع. ومع ذلك، فإن المجالس المختلفة التي عقدتها رئاسة أسقفية قرطاج، أوصت المسيحيين بالمعاملة الحسنة لجيرانهم اليهود.
بعد الفتح الإسلامي للمغرب خُير «أهل الكتاب» (بمن فيهم اليهود والمسيحيون) بين التحول إلى الإسلام (وهو ما فعله بعض الأمازيغ اليهود) والخضوع للذمة. شهد عصر الدولة الموحدية اضطهادات شديدة ضد المجتمعات المسيحية واليهودية، حيث اضطر اليهود والمسيحيون إما إلى اعتناق الإسلام قسراً أو الموت أو مغادرة البلاد. منذ عام 1270 وحتى الحماية الفرنسية في تونس، مُنع اليهود والمسيحيون من قضاء ليلة في مدينة لقَيْرَوَان والحمامات، بسبب اعتبارها مدن مقدسة. وسمح لهم فقط بإذن خاص من المحافظ لهم بدخول هذه المدن خلال النهار. منذ بداية القرن الثامن عشر، تحسن الوضع السياسي لليهود في تونس. كان هذا بسبب التأثير المتزايد للوكلاء السياسيين للقوى الأوروبية، والذين، أثناء سعيهم لتحسين حالة السكان المسيحيين، كان عليهم أن يدافعوا أيضًا عن قضية اليهود، الذين صنفهم التشريع الإسلامي في نفس رتبة المسيحيين. خلال القرن الثامن عشر تبنى يهود الغرانا مظاهر الثقافة الأوروبية وبعض عناصر الثقافة المسيحية، وبدأ يهود الغرانا بإرتداء الأزياء الأوروبية، والشعر المستعار والقبعات المستديرة مثل التجار المسيحيين في تونس.
خلال الحماية الفرنسية في تونس تحسنت أوضاع اليهود على المستوى الاجتماعي والاقتصادي، وسيطر التجار اليهود من أصل أوروبي في موانئ البلاد، إلى جانب المسيحيين، على تبادل البضائع مع الدول الأجنبية وهيمنوا على أكثر من نصف البيوت التجارية العاملة في البلاد، وتبنوا الثقافة الفرنسية وعاشوا في أحياء مشتركة مع المستوطنين المسيحيين في المدن الكبرى. إلى جانب هذه الطبقة الثرية من التجار والمصرفيين، كانت هناك طبقة وسطى تتكون من التجار والحرفيين. أما في المناطق الريفية في نابل وقابس وجربة، عمل اليهود بصناعة النبيذ وزراعة النخيل أو أشجار الفاكهة وتربية المواشي. شعر اليهود بآمان خلال الحماية الفرنسية في تونس، حيث سهّل الاتصال بالمستعمرين الفرنسيين لتونس والوجود الرسمي للفرنسيين استيعاب يهود تونس للثقافة الفرنسية وتحررهم. وكان اليهود متقبلين جدًا للتأثيرات الفرنسية الجديدة بالمقارنة مع المسلمين، على الرغم من أن لهذه التأثيرات جذور أوروبيٍّة مسيحيَّة. وتعايشت وتجاورت الجاليات المسيحية مع المسلمين واليهود، خصوصاً في تونس العاصمة وحلق الوادي وجزيرة جربة. خلال حقبة الحماية الفرنسية على المغرب نشطت البعثات التبشيرية المسيحية مثل بعثة شمال إفريقيا وجمعية لندن في نشر المسيحية بين اليهود في تونس، وتحول بعض اليهود التوانسة إلى المسيحية. وقدرت أعداد يهود تونس عشية نشأة إسرائيل عام 1948 حوالي 105,000 نسمة، وشكلوا آنذاك ثالث أكثر الديانات إنتشاراً بعد الإسلام والمسيحية، لكن تناقضت أعدادهم بشدة بعد عام 1948 وبعد حرب 1967.

## معرض الصور

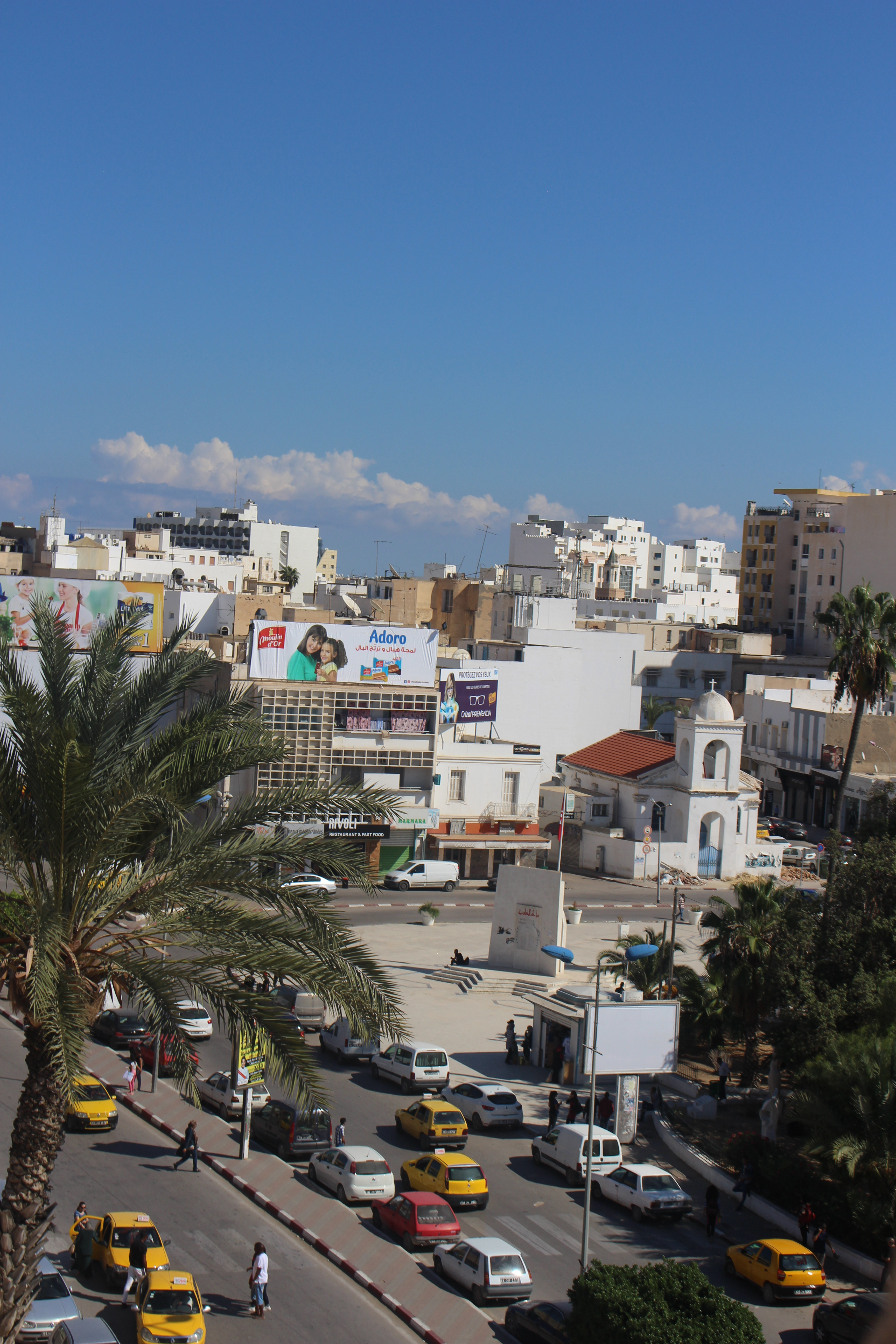
الكنيسة الأرثوذكسيَّة في مدينة صفاقس
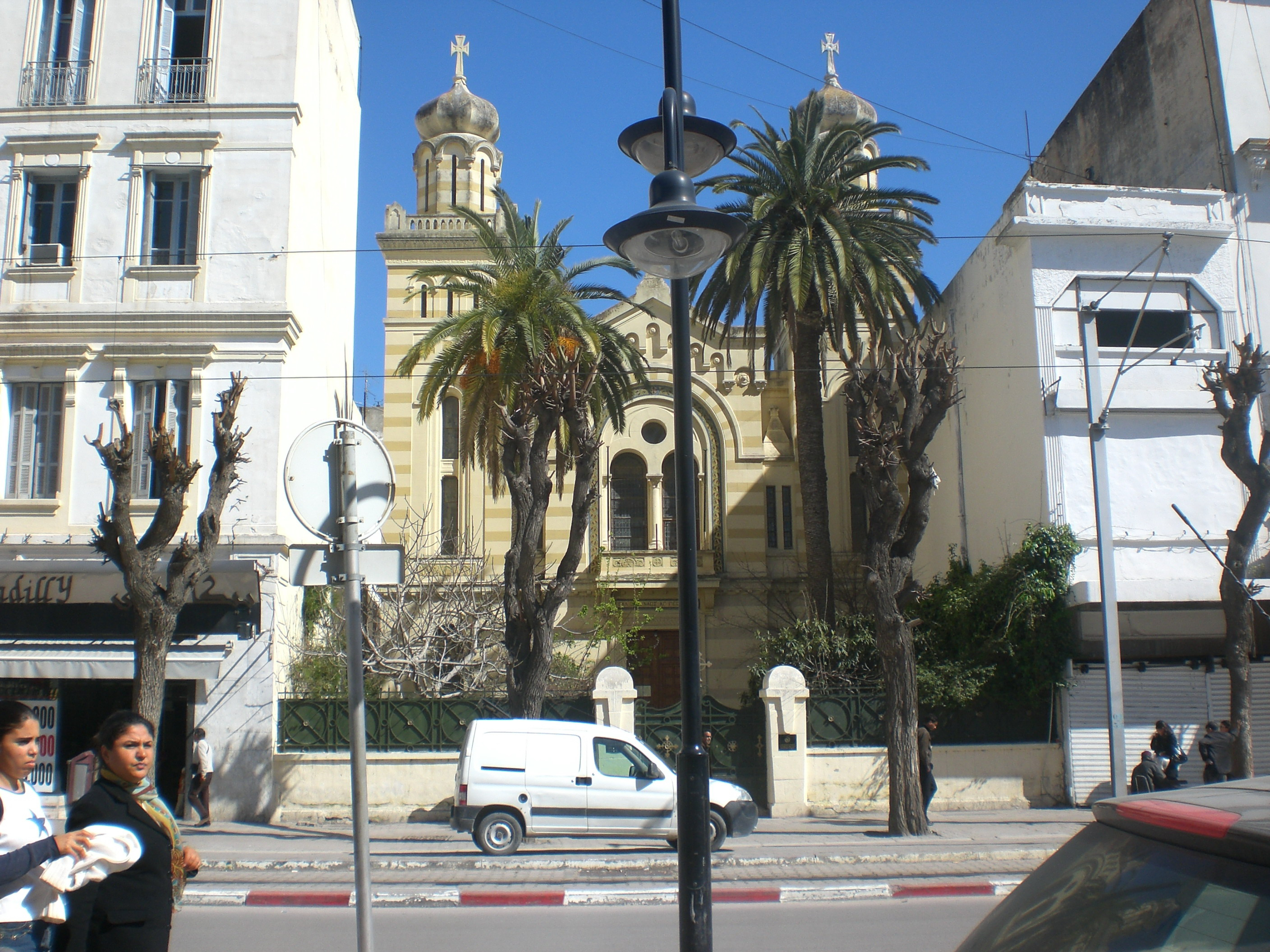
كنيسة القديس جورج الأرثوذكسية بتونس
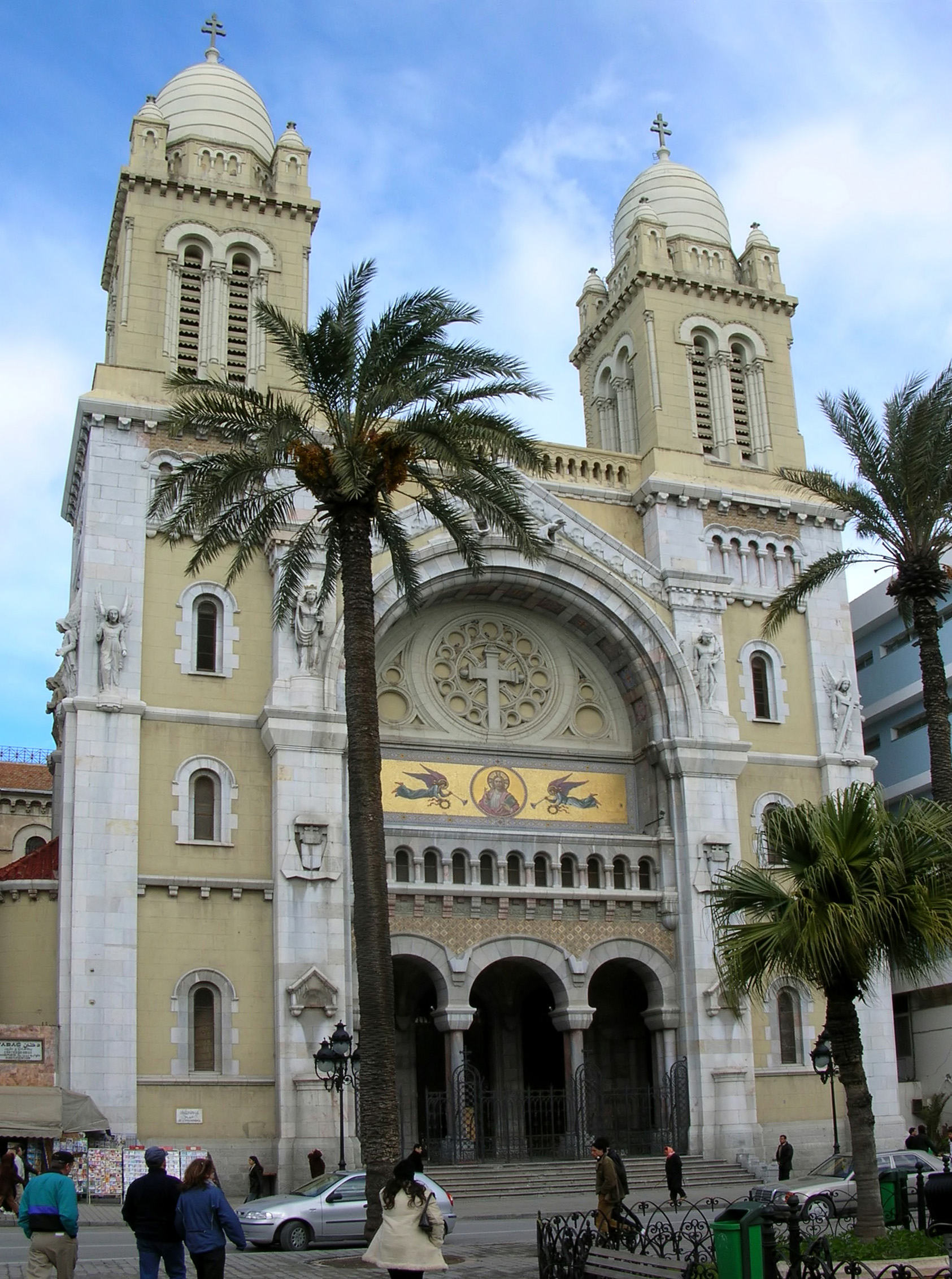
كاتدرائية القديس فنسون دو بول في تونس العاصمة
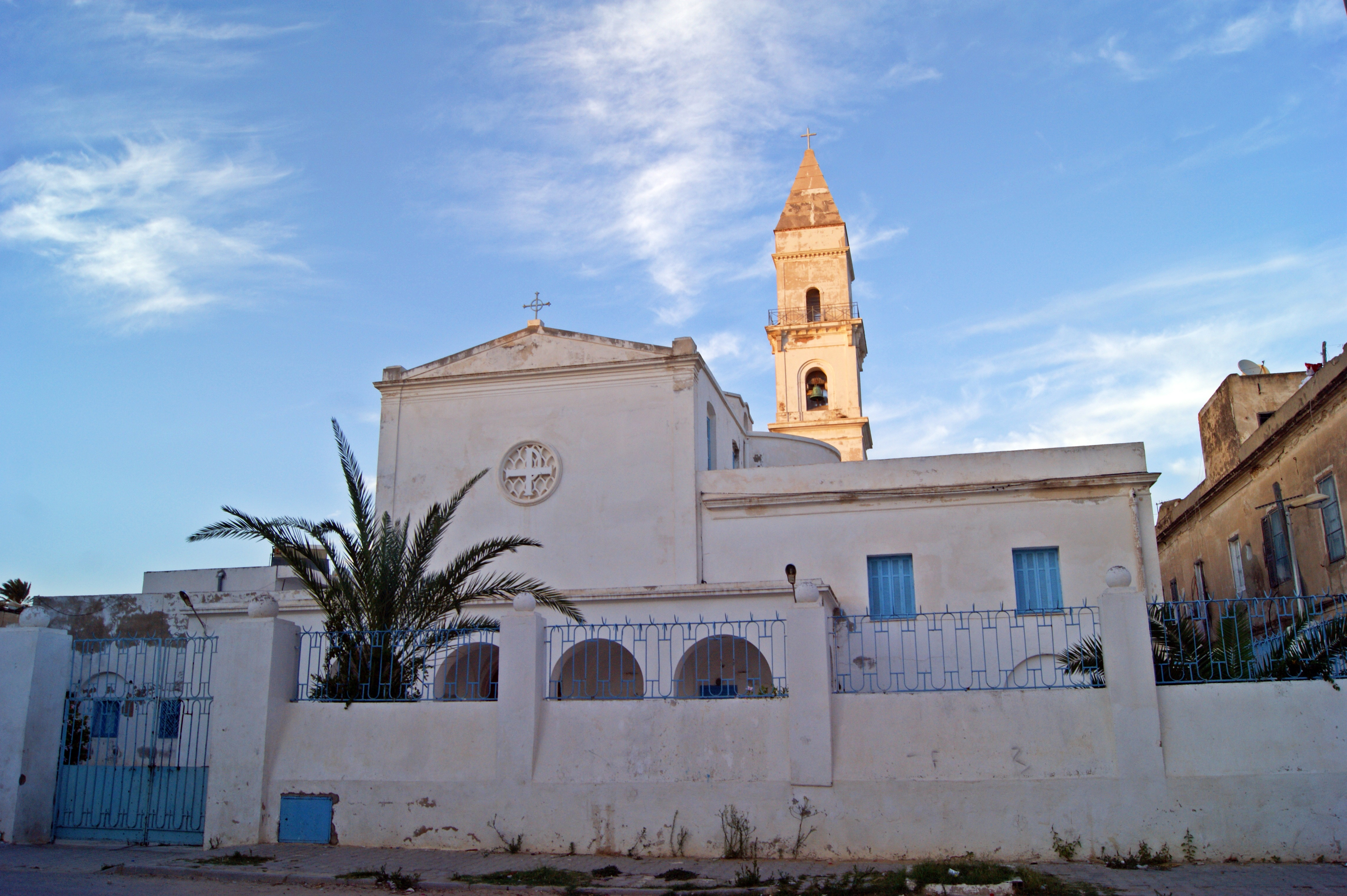
كنيسة القديس أوغسطينوس والقديس فيديل بحلق الوادي
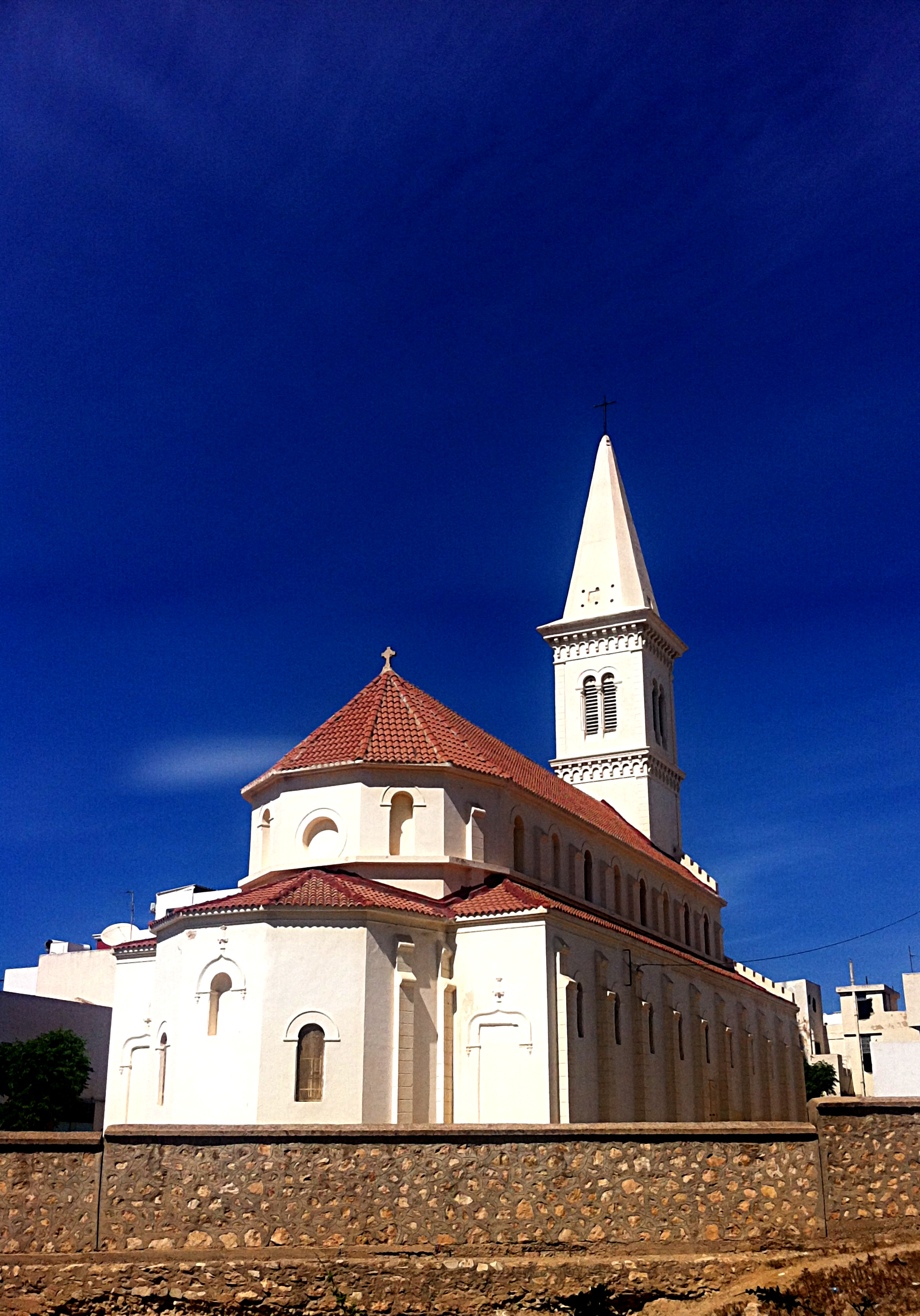
كنيسة القديس فليكس في سوسة
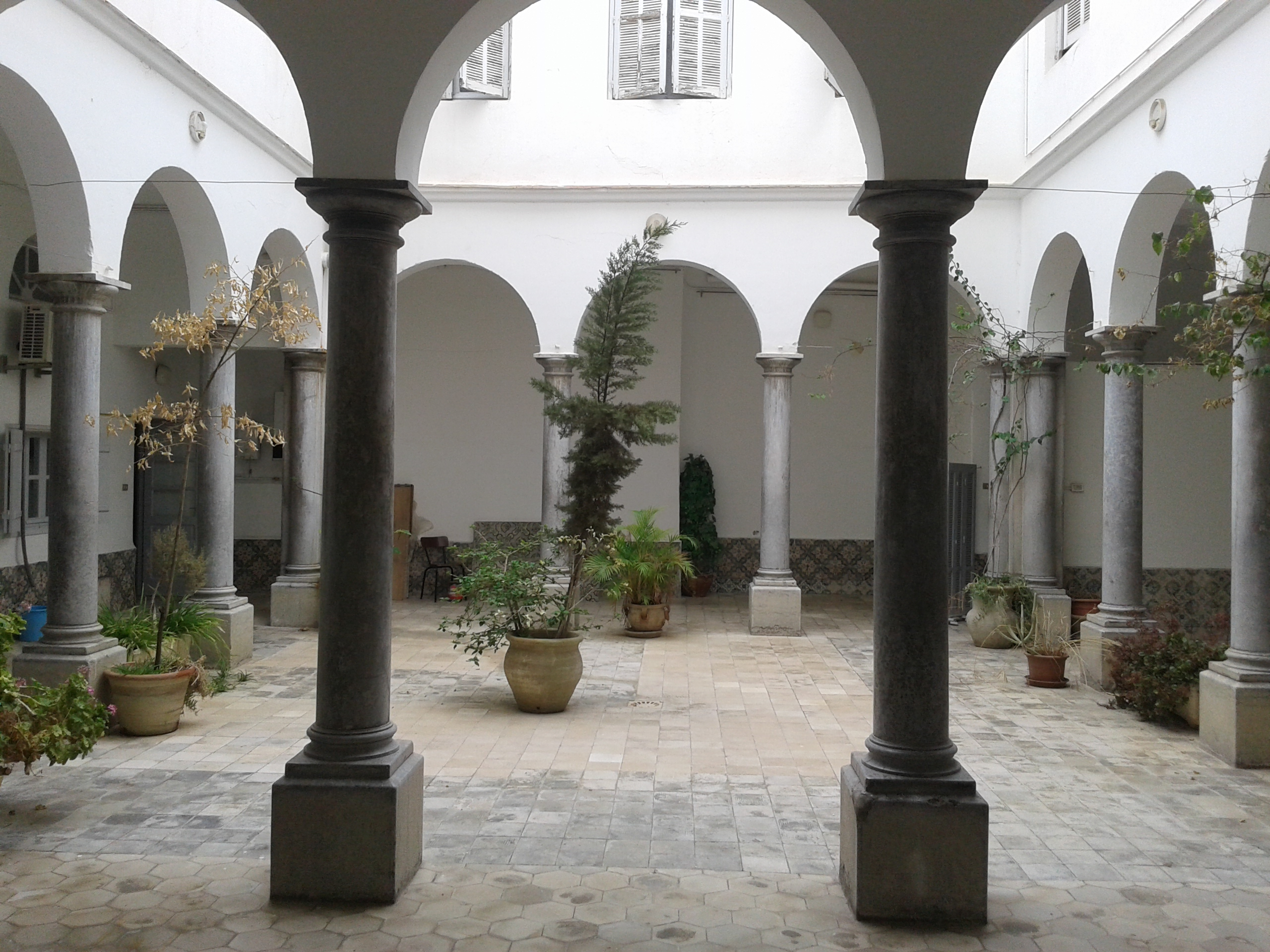
المكتبة الأسقفية بتونس في مدينة تونس العتيقة
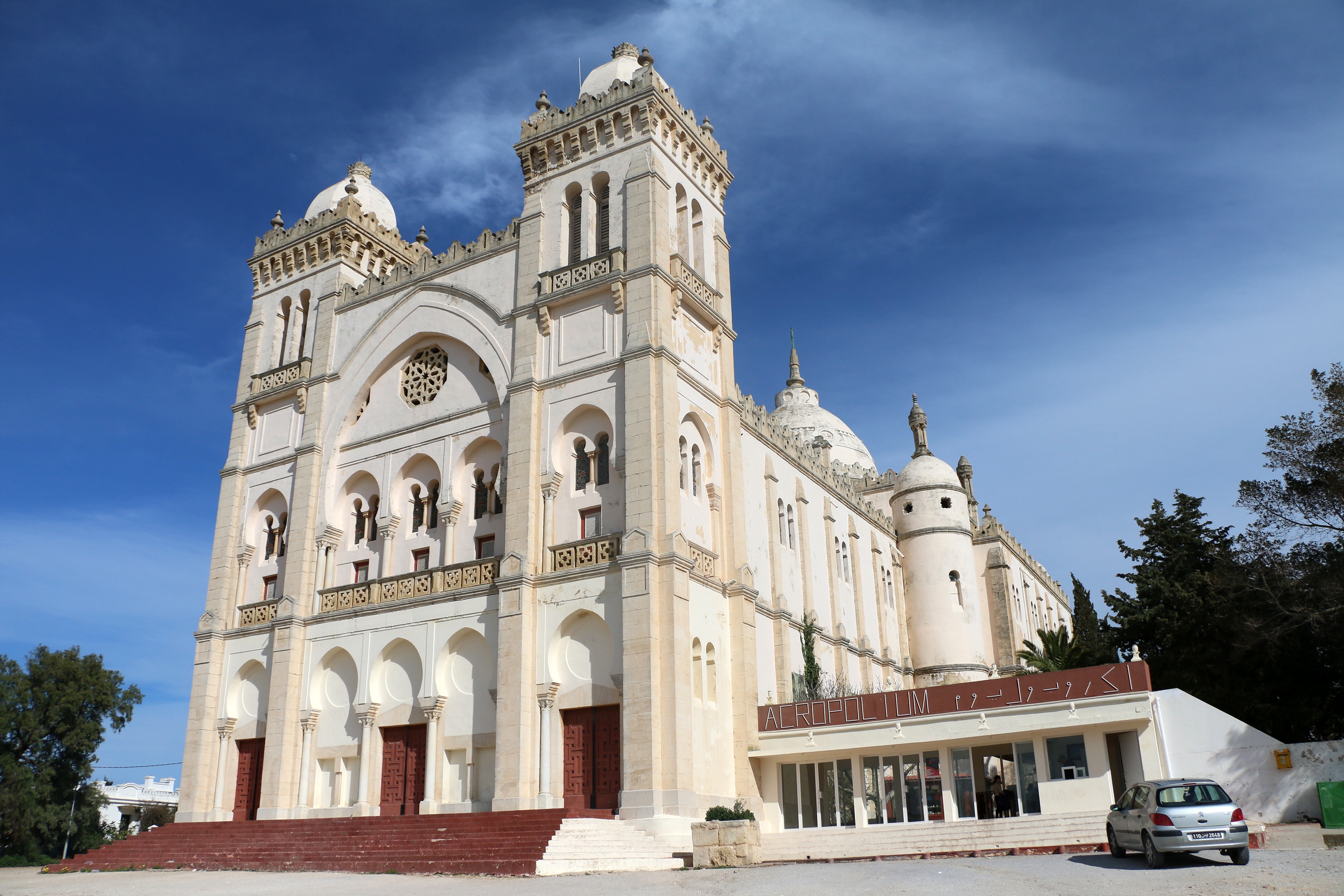
كاتدرائية القديس لويس بقرطاج
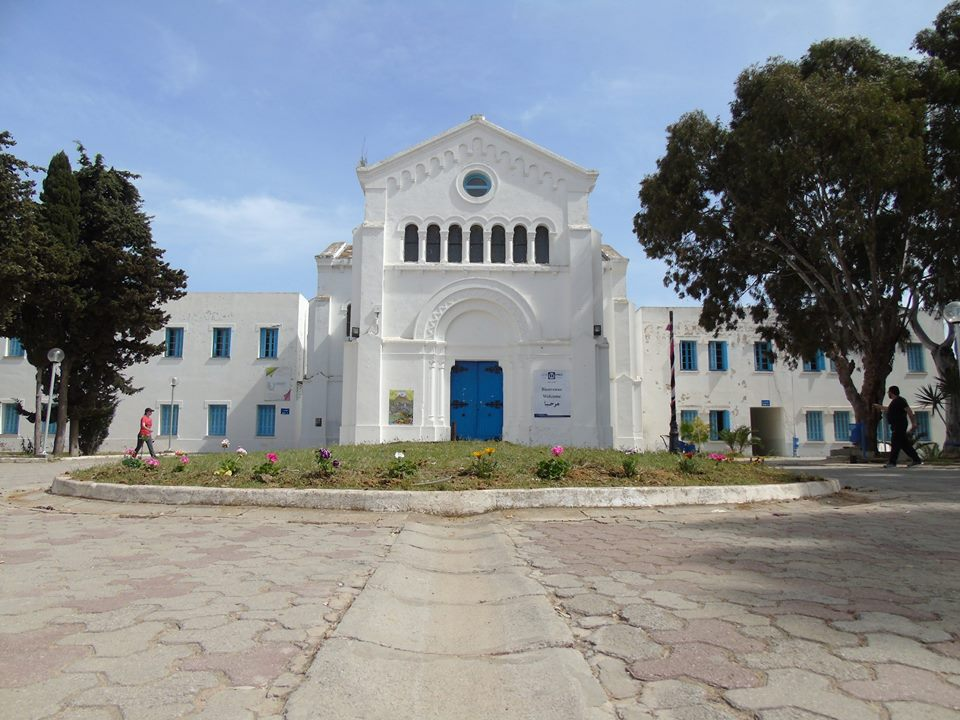
مصلّى القديسة مونيكا بقرطاج
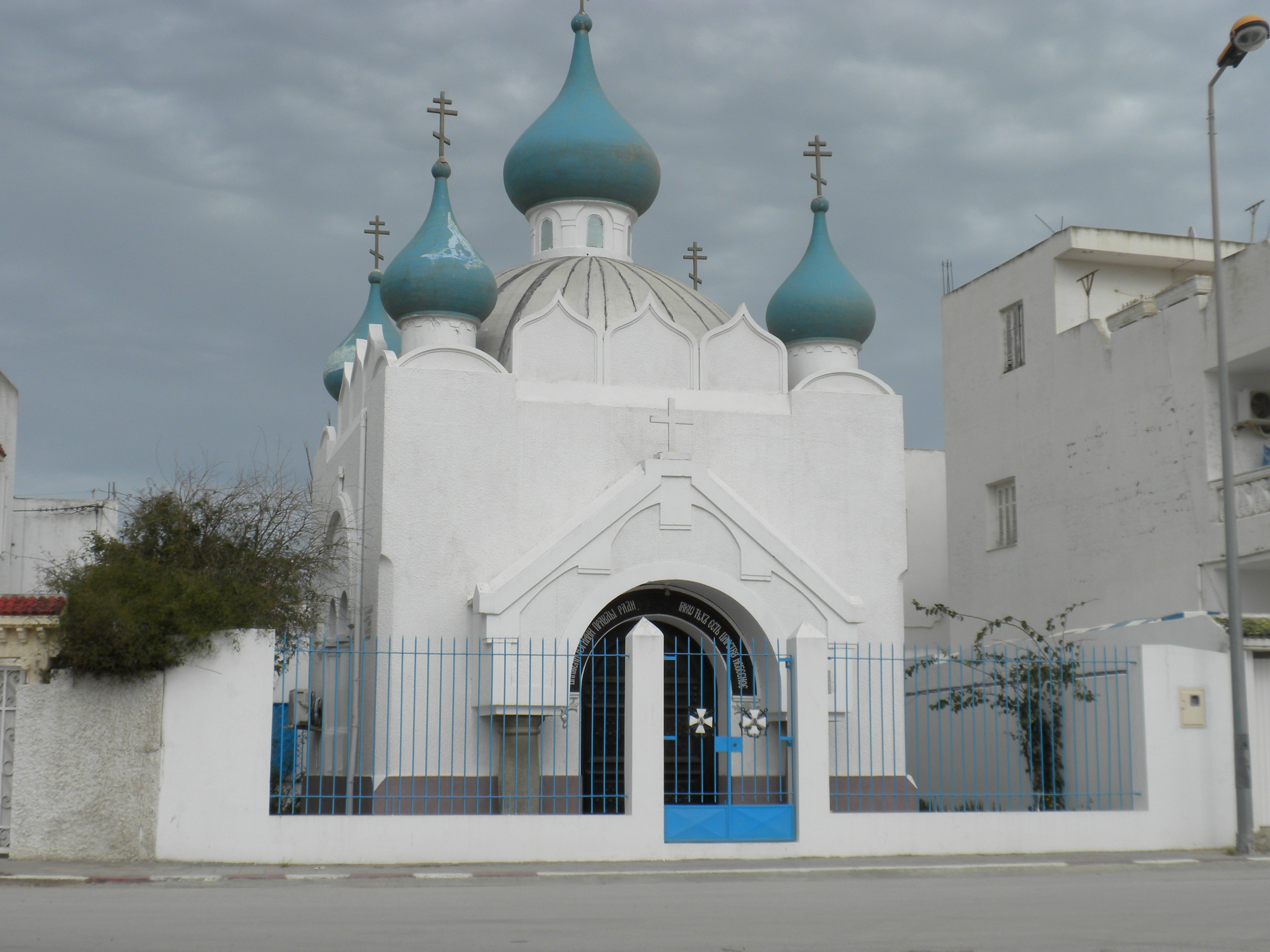
كنيسة القديس ألكسندر نيفيسكي في بنزرت
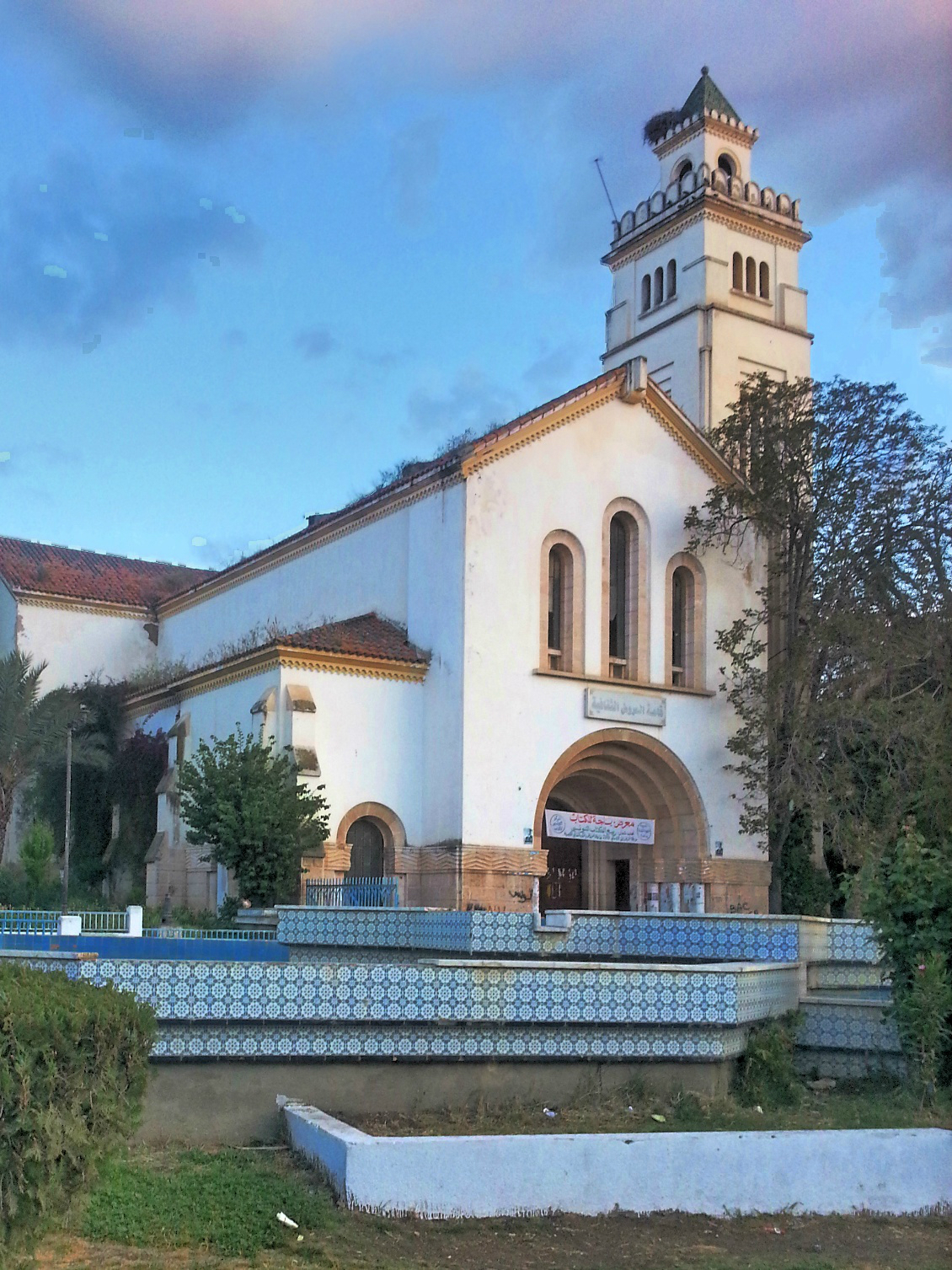
كنيسة سيدة السبحة في باجة
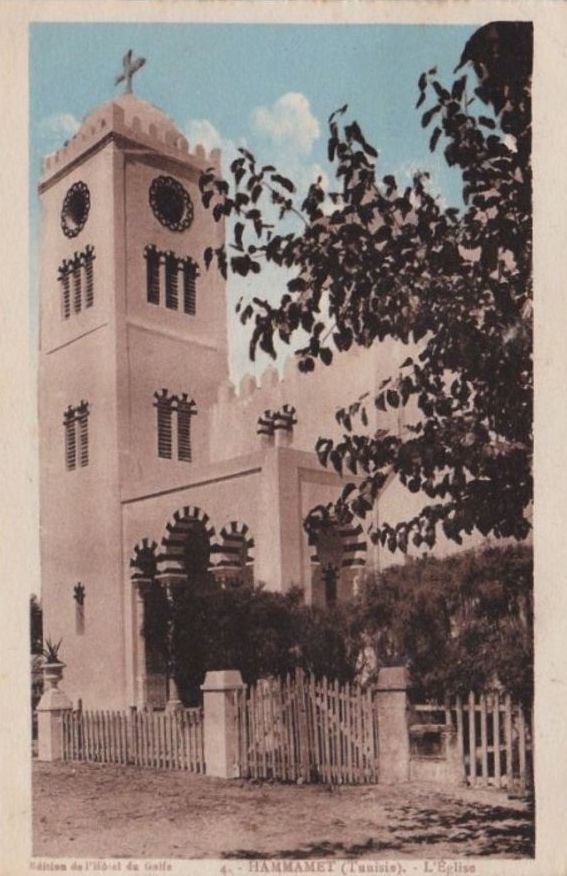
صورة تاريخية لكنيسة الطوباوي أنطوان نايرو بالحمامات
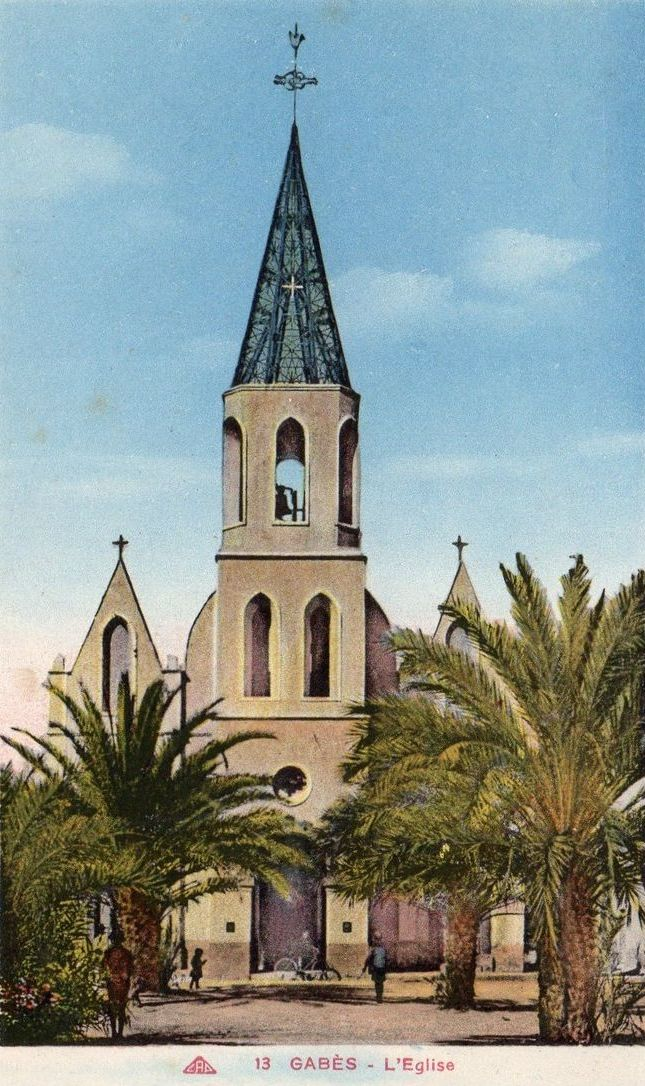
كنيسة الحبل بلا دنس بقابس
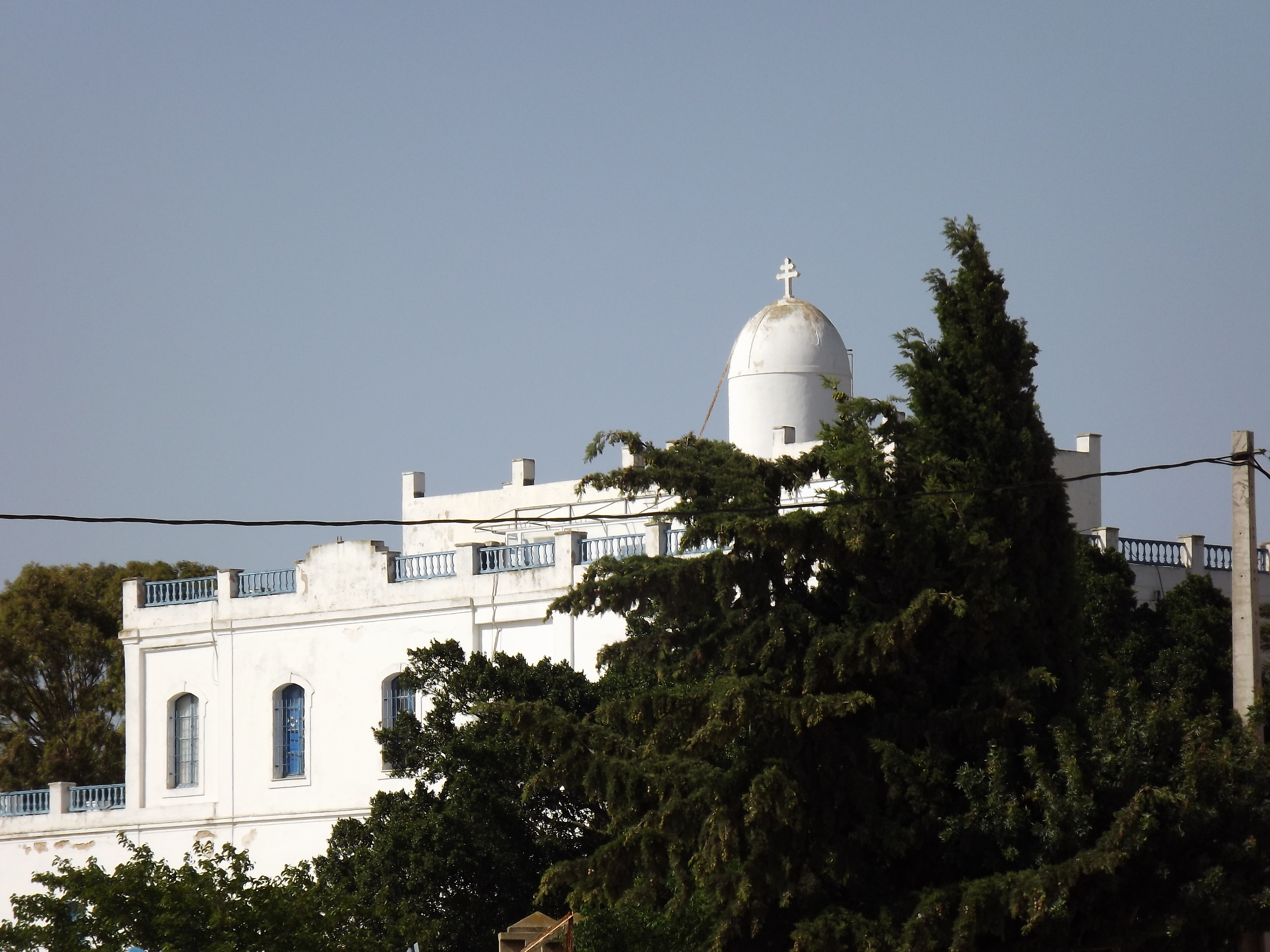
كنيسة مسيحية في سيدي بوسعيد
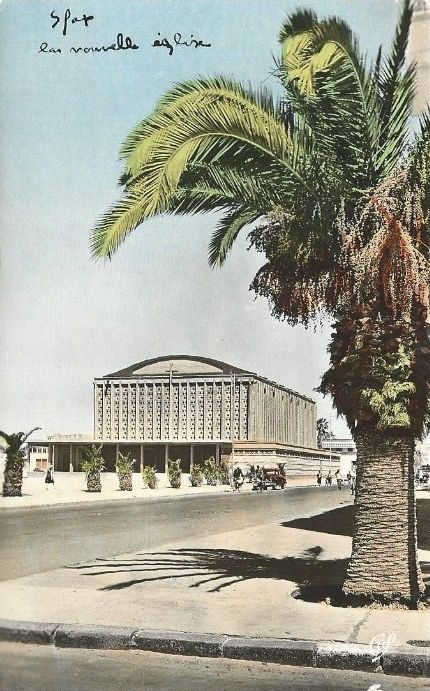
كنيسة القديس بطرس والقديس بولس بصفاقس
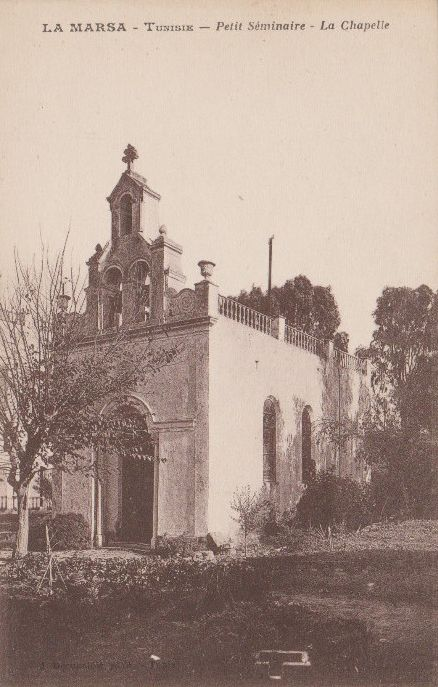
صورة تاريخية للكنيسة الكاثوليكية في مدينة المرسى

## مواقع خارجية
- فيلم وثائقي: المسيحية في تونس - تعايش وتسامح
- في الصميم: المسيحية في تونس